# Liste der Biografien/Bee
Liste der Biografien |
Portal Biografien |
Personensuche
# |
A |
B |
C |
D |
E |
F |
G |
H |
I |
J |
K |
L |
M |
N |
O |
P |
Q |
R |
S |
T |
U |
V |
W |
X |
Y |
Z |
?
 
Ba |
Be |
Bd |
Bg |
Bh |
Bi |
Bj |
Bl |
Bm |
Bn |
Bo |
Br |
Bs |
Bu |
Bw |
By |
Bz
 
Bea–Beb |
Bec |
Bed |
Bee |
Bef |
Beg |
Beh |
Bei |
Bej |
Bek |
Bel |
Bem |
Ben |
Beo |
Bep |
Beq |
Ber |
Bes |
Bet |
Beu |
Bev |
Bew |
Bex |
Bey |
Bez
Die Liste der Biografien führt alle Personen auf, die in der deutschsprachigen Wikipedia einen Artikel haben. Dieses ist eine Teilliste mit 540 Einträgen von Personen, deren Namen mit den Buchstaben „Bee“ beginnt.

## Bee
- Bee Low (* 1974), deutscher Hip-Hop-Aktivist, Graffiti Writer, Beatboxer, Moderator und Eventveranstalter
- Bee, Andreas (* 1953), deutscher Kunsthistoriker, Kurator und Hochschullehrer
- Bee, Barnard Elliott (1824–1861), General der Konföderierten Staaten von Amerika im Amerikanischen Bürgerkrieg
- Bee, Brea, US-amerikanische Schauspielerin
- Bee, Brigitte (* 1953), deutsche Schriftstellerin
- Bee, Carlos (1867–1932), US-amerikanischer Politiker
- Bee, Clair (1896–1983), US-amerikanischer Basketballtrainer
- Bee, David (1903–1992), belgischer Jazzmusiker und Bandleader
- Bee, Francis (* 1962), deutsche Autorin und Fotografin
- Bee, Hamilton Prioleau (1822–1897), amerikanischer Politiker, General der Konföderierten Staaten im Amerikanischen Bürgerkrieg
- Beé, István (* 1972), ungarischer Kanute
- Bee, Marinus (* 1971), surinamischer Politiker und Parlamentsvorsitzender
- Bee, Molly (1939–2009), US-amerikanische Country-Sängerin
- Bee, Olivia (* 1994), US-amerikanische Fotografin
- Bee, Samantha (* 1969), kanadisch-US-amerikanische Komikerin, Kommentatorin, Autorin, Moderatorin und SchauspielerinSamantha Bee (* 1969)

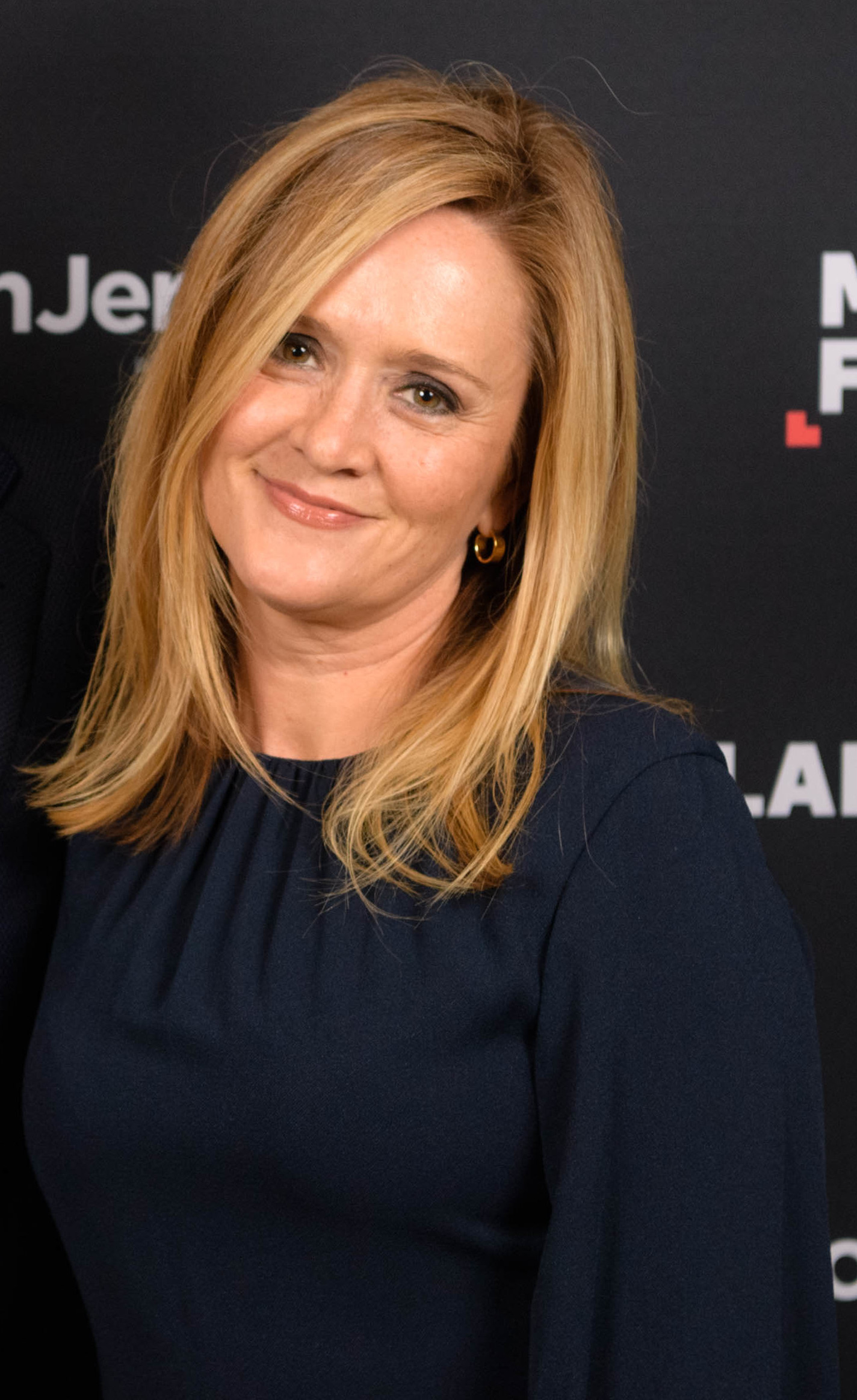
Samantha Bee (* 1969)

- Bee, Thomas (1739–1812), US-amerikanischer Jurist und Politiker
- Bee, Willie (1910–1942), US-amerikanischer Bluessänger und Gitarrist

### Beeb
- Beebe, Chad (* 1994), US-amerikanischer Footballspieler
- Beebe, Charles William (1877–1962), US-amerikanischer Tiefseeforscher
- Beebe, Dion (* 1968), australischer Kameramann
- Beebe, Don (* 1964), US-amerikanischer Footballspieler
- Beebe, Ford (1888–1978), US-amerikanischer Regisseur, Produzent und Drehbuchautor
- Beebe, George M. (1836–1927), US-amerikanischer Politiker
- Beebe, Helen (1908–1989), amerikanische Pädagogin und Pionierin der auditiv-verbalen Erziehung
- Beebe, Mike (* 1946), US-amerikanischer Politiker
- Beebe, Troy (* 1962), US-amerikanischer Rennfahrer
- Beeby, Augustus (1889–1974), englischer Fußballspieler
- Beeby, Christopher (1935–2000), neuseeländischer Diplomat, Jurist und Mitglied des WTO Appellate Body
- Beeby, George (1869–1942), australischer Politiker, Mitglied der Legislativversammlung und Minister von New South Wales, Bundesrichter
- Beeby, Thomas (* 1941), US-amerikanischer Architekt

### Beec
- Beech, Beau (* 1994), US-amerikanischer Basketballspieler
- Beech, Keyes (1913–1990), amerikanischer Journalist
- Beech, Kris (* 1981), kanadischer Eishockeyspieler
- Beech, Olive Ann (1903–1993), US-amerikanische Unternehmerin
- Beech, Walter (1891–1950), US-amerikanischer Pilot, Flugzeugkonstrukteur und Unternehmer
- Beecham, Ashley (* 1988), australischer Fußballschiedsrichterassistent
- Beecham, Emily (* 1984), britisch-US-amerikanische SchauspielerinEmily Beecham (* 1984)

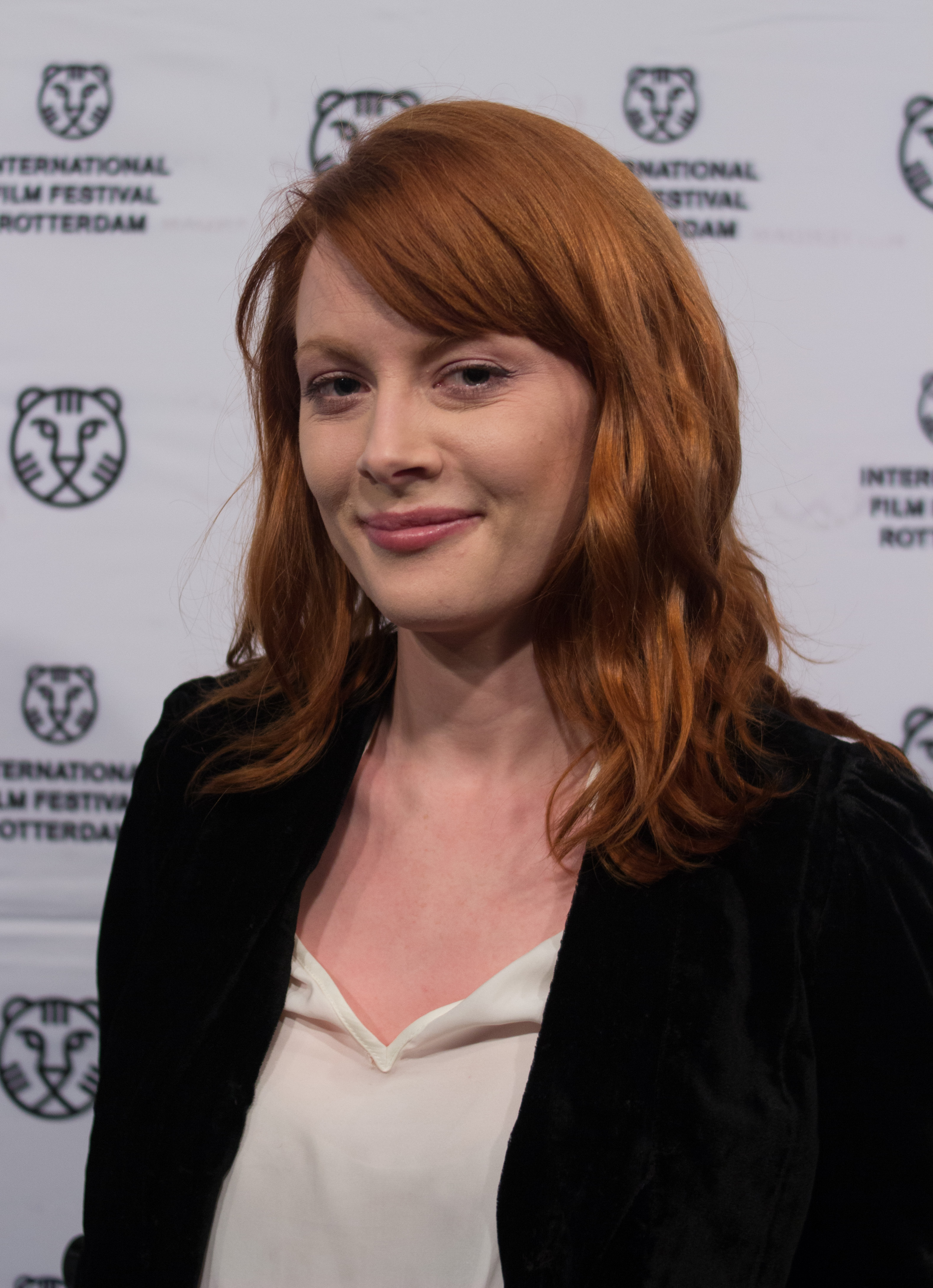
Emily Beecham (* 1984)

- Beecham, Jeremy, Baron Beecham (* 1944), britischer Politiker (Labour Party)
- Beecham, Thomas (1879–1961), britischer Dirigent, Gründer mehrerer Symphonieorchester
- Beecher Hooker, Isabella (1822–1907), US-amerikanische Frauenrechtlerin
- Beecher, Bonnie (* 1941), US-amerikanische Schauspielerin
- Beecher, Catharine (1800–1878), US-amerikanische Schriftstellerin und Schulgründerin
- Beecher, Charles Emerson (1856–1904), US-amerikanischer Paläontologe
- Beecher, Franny (1921–2014), US-amerikanischer Country-, Rockabilly- und Rock-’n’-Roll-Musiker
- Beecher, Gordon (1904–1973), US-amerikanischer Komponist und Vizeadmiral
- Beecher, Henry K. (1904–1976), US-amerikanischer Pionier der Anästhesie und Hochschullehrer an der Harvard Medical School
- Beecher, Henry Ward (1813–1887), US-amerikanischer kongregationalistischer Prediger und Autor
- Beecher, Jacinta (* 1998), australische Sprinterin
- Beecher, Janet (1884–1955), US-amerikanische Schauspielerin
- Beecher, Jeffrey (* 1982), US-amerikanischer Kontrabassist
- Beecher, Lyman (1775–1863), US-amerikanischer Pfarrer und Abstinenzler
- Beecher, Philemon (1775–1839), US-amerikanischer Politiker
- Beechey, Frederick William (1796–1856), englischer Polarforscher und Geograph
- Beechey, George Duncan († 1852), britischer Porträtmaler
- Beechey, Richard Brydges (1808–1895), britischer Maler und Admiral der Royal Navy
- Beechey, Tyler (* 1981), kanadischer Eishockeyspieler
- Beechey, William (1753–1839), britischer Maler, PorträtmalerWilliam Beechey (1753–1839)

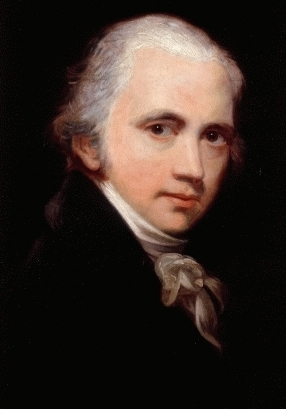
William Beechey (1753–1839)

- Beeching, Richard (1913–1985), britischer Physiker und Ingenieur
- Beechum, Hurl (* 1973), US-amerikanisch-deutscher Basketballspieler
- Beeck Calkoen, Isabella van (1883–1945), niederländische Bildhauerin
- Beeck Calkoen, Jan Frederik van (1772–1811), niederländischer Mathematiker und Astronom
- Beeck, Alfred (1855–1935), deutscher Geflügelzüchter
- Beeck, Carl († 1840), deutscher Verwaltungsbeamter
- Beeck, Christian (* 1971), deutscher Fußballspieler
- Beeck, Frauke (* 1960), deutsche Künstlerin
- Beeck, Hans (1896–1983), deutscher Politiker (NSDAP), MdR und SS-Untersturmführer
- Beeck, Hans Alwin (1929–2015), deutscher Komponist und Musikpädagoge
- Beeck, Heinrich von, Kölner Chronist
- Beeck, Jenny (1885–1968), deutsche Politikerin
- Beeck, Jens (* 1969), deutscher Jurist und Politiker (FDP), MdB
- Beeck, Johann van der (1729–1802), deutscher Ratsverwandter und Kaufmann
- Beeck, Johannes (1927–2010), deutscher Glasmaler
- Beeck, Karl-Hermann (1927–2014), deutscher Historiker und Hochschullehrer
- Beeck, Oliver (* 1988), deutscher American-Football-Spieler
- Beeck, Peter von († 1624), deutscher Geistlicher und Historiker, erster Chronist von Aachen
- Beeck, Rainer, deutscher Generalmajor des Heeres der Bundeswehr
- Beeck, Rainer (* 1962), deutscher Fußballfunktionär
- Beeck, Simon (* 1980), deutscher Radio- und FernsehmoderatorSimon Beeck (* 1980)

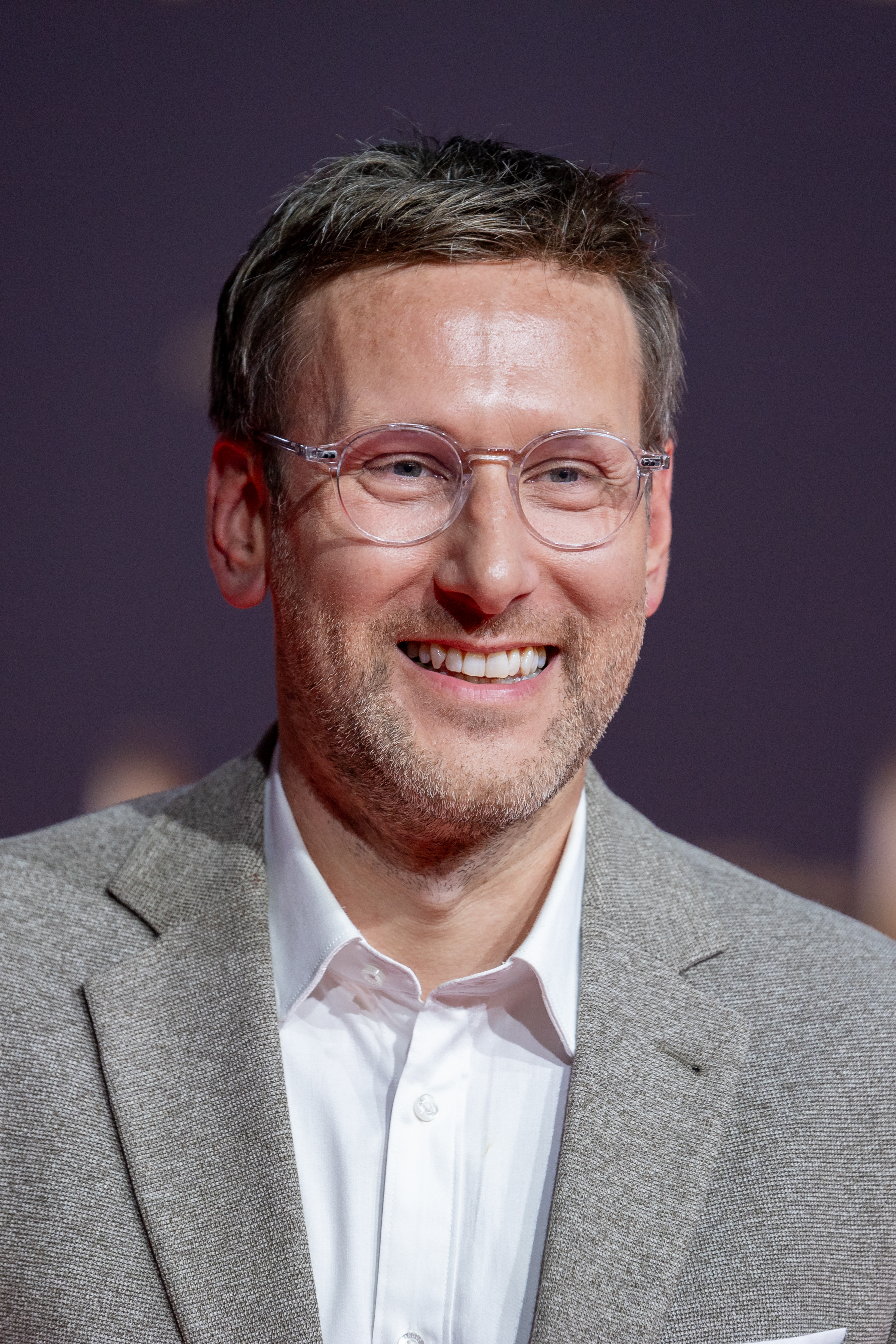
Simon Beeck (* 1980)

- Beeck, Torsten (* 1978), deutscher Journalist
- Beeck, Wulf (* 1939), deutscher Seemann und Marineflieger
- Beecke, Henri (1877–1954), elsässischer Maler und Grafiker
- Beecke, Ignaz von (1733–1803), deutscher Komponist und Pianist der Klassik
- Beecken, Wolf-Dietrich (* 1964), deutscher Urologe und Onkologe
- Beeckerts van Thienen, Adriaan (1623–1669), niederländischer Rechtswissenschaftler
- Beeckman, Isaac (1588–1637), niederländischer Philosoph und Wissenschaftler
- Beeckman, Robert Livingston (1866–1935), US-amerikanischer Politiker und Tennisspieler
- Beeckmann, Wilhelm (1872–1960), deutscher Bergbau-Ingenieur und Schriftleiter der Zeitschrift „Glückauf“
- Beecks, Saskia (* 1988), deutsche Laiendarstellerin
- Beecroft, Gregory (* 1952), US-amerikanischer Schauspieler
- Beecroft, Jeffrey (* 1956), US-amerikanischer Szenenbildner
- Beecroft, Lucy (* 1996), englische Squashspielerin
- Beecroft, Norma (1934–2024), kanadische Komponistin
- Beecroft, Vanessa (* 1969), italienische Performance-Künstlerin

### Beed
- Beed, Coral (* 1972), britische Schauspielerin
- Beedham, Dora (1879–1969), englisch-britische Krankenschwester, Hebamme und Suffragette
- Beedle, Mike (1962–2018), US-amerikanischer theoretischer Physiker
- Beedy, Carroll L. (1880–1947), US-amerikanischer Politiker

### Beef
- Beeftink, Willem Gerrit (1926–2014), niederländischer Botaniker

### Beeg
- Beeg, Gunda (1858–1913), deutsche Modejournalistin und Mitbegründerin der Reformkleidung
- Beeg, Hermann (1861–1932), bayerischer Generalleutnant im Ersten Weltkrieg
- Beeg, Johann Caspar (1809–1867), deutscher Lehrer und Autor
- Beeg, Mathilde (1826–1905), deutsche Schriftstellerin
- Beegan, Patrick (1895–1958), irischer Politiker, Teachta Dála
- Beeger, Julius (1829–1899), deutscher Pädagoge und Comeniusforscher
- Beeger, Max (1821–1858), deutscher Maler und Zeichner, Radierer und Lithograf sowie Herausgeber
- Beeger, N. G. W. H. (1884–1965), niederländischer Mathematiker
- Beeger, Richard (1852–1929), höherer sächsischer Staatsbeamter

### Beeh
- Beeh, Nina (* 1982), deutsche Moderatorin und Fitness-Bloggerin
- Beeh, René (1886–1922), deutscher Zeichner und Maler
- Beeh, Wolfgang (1925–2013), deutscher Kunsthistoriker und Museumsdirektor
- Beeh-Lustenberger, Suzanne (1932–2022), deutsche Kunsthistorikerin
- Beeharry, Stephan (* 1975), mauritischer Badmintonspieler
- Beehler, Bruce (* 1951), US-amerikanischer Ornithologe, Ökologe und Naturschützer

### Beek
- Beek, Bernardus Antonie van (1875–1941), niederländischer Maler
- Beek, Carin ter (* 1970), niederländische Ruderin
- Beek, Donny van de (* 1997), niederländischer FußballspielerDonny van de Beek (* 1997)

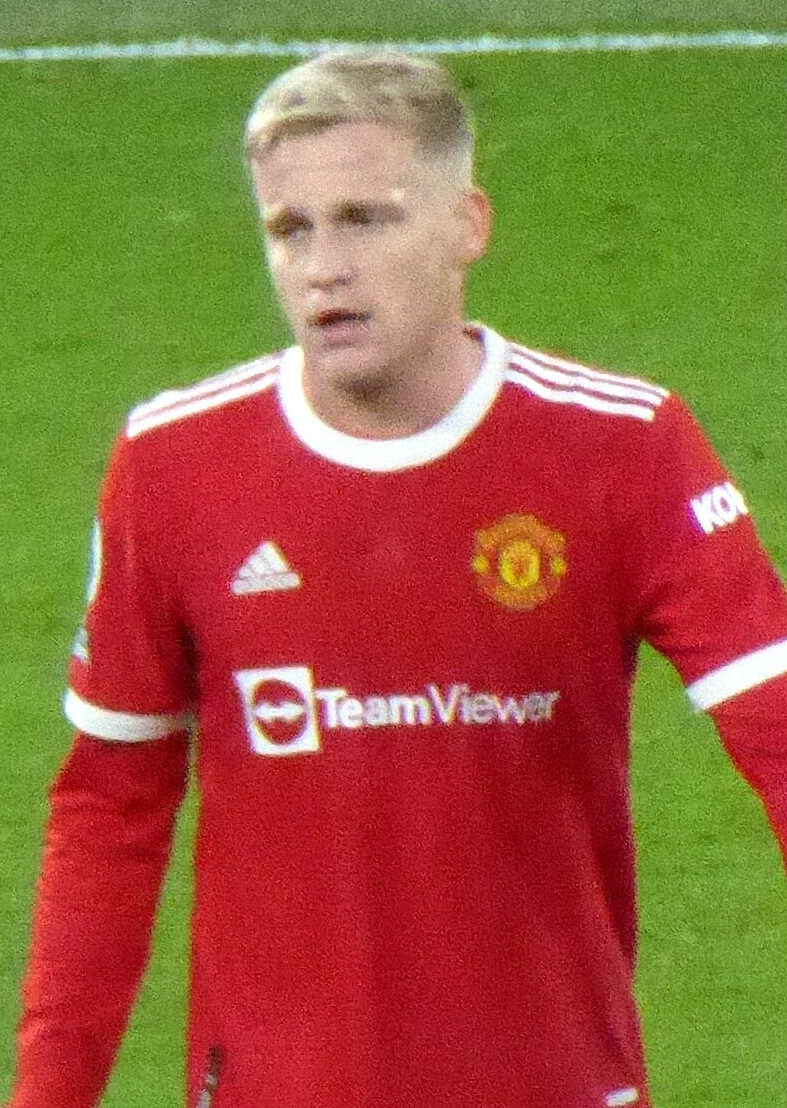
Donny van de Beek (* 1997)

- Beek, Gerard van (1923–1951), niederländischer Radsportler
- Beek, Jan van (1880–1952), niederländischer Fußballspieler
- Beek, Jeanne Oidtmann-van (* 1946), deutsche Übersetzerin
- Beek, Joop ter (1901–1934), niederländischer Fußballspieler
- Beek, Lotte van (* 1991), niederländische Eisschnellläuferin
- Beek, Marcel van (* 1990), deutscher bildender Künstler
- Beek, Maurice van (* 1967), deutscher Songwriter und Musikproduzent
- Beek, Olaf in der (* 1967), deutscher Politiker (FDP), MdB
- Beek, Olga Bontjes van (1896–1995), deutsche Tänzerin, Bildhauerin und MalerinOlga Bontjes van Beek (1896–1995)
- Beek, Richard, Filmproduzent

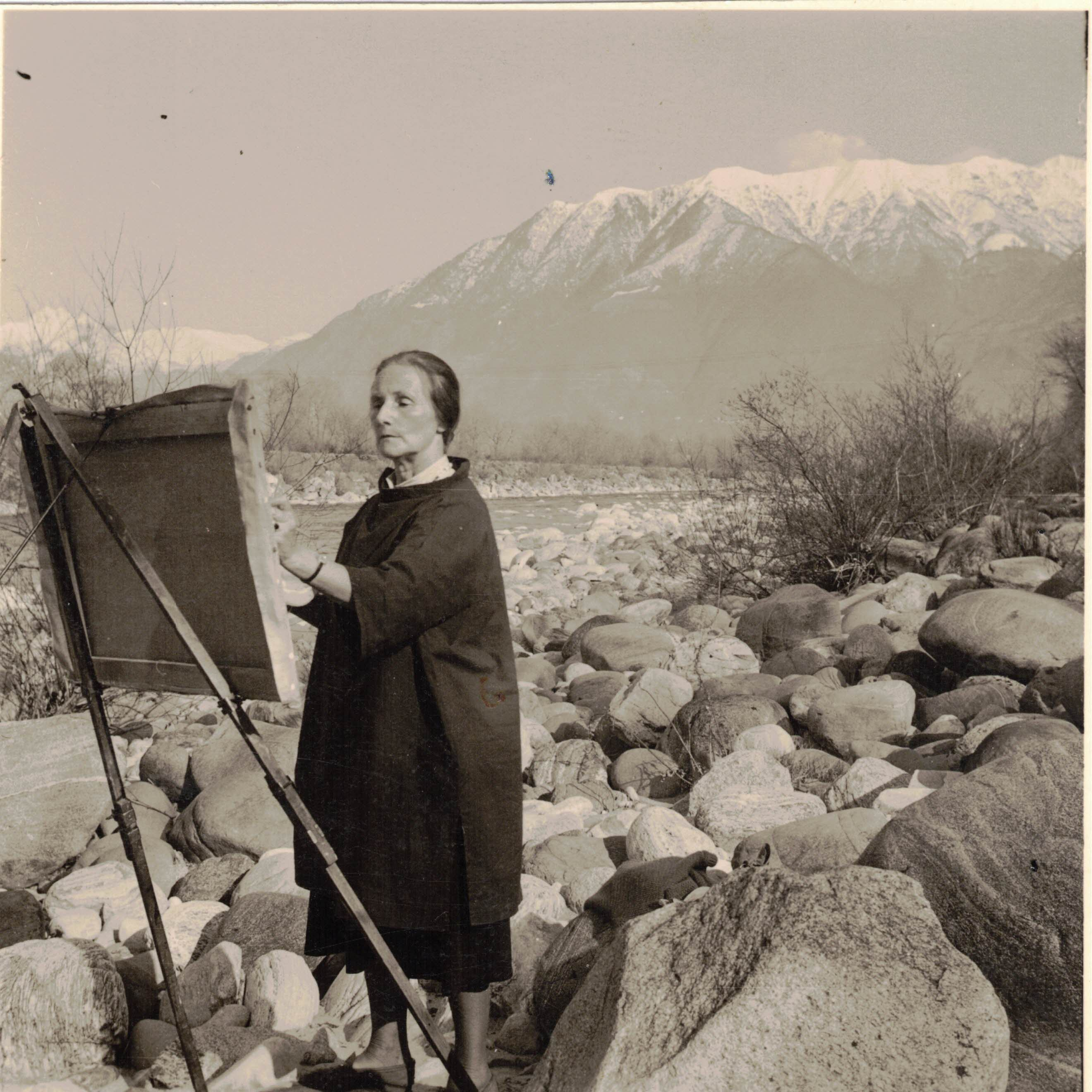
Olga Bontjes van Beek (1896–1995)

- Beek, Richard (1924–2007), deutscher Film- und Theaterschauspieler
- Beek, Sascha van (* 1983), deutscher Politiker (CDU), Bundestagsabgeordneter
- Beek, Simon van (* 1986), Schweizer Eisschnellläufer
- Beek, Sven van (* 1994), niederländischer Fußballspieler
- Beek, Tatjana von der (* 1993), deutsche Schriftstellerin
- Beek, Theodor von der (1838–1921), deutscher Maler
- Beek, Willem van (* 1951), niederländischer Politiker (CDA)
- Beek-Gerdes, Sacha van (1921–2002), niederländische bildende Künstlerin
- Beeke, Joel (* 1952), US-amerikanischer Theologe
- Beeken, Hermann (1891–1942), deutscher Landwirt und Politiker (DNVP), MdL
- Beeken, Marco (* 1981), deutscher Chemiedidaktiker und Hochschullehrer
- Beeker, Arne, deutscher Dramaturg, Autor und Übersetzer
- Beeker, Käthe van (1863–1917), deutsche Schriftstellerin
- Beekhuis, Anke van (* 1976), österreichische Sachbuchautorin, Organisationsberaterin und Key Note Speakerin
- Beekhuis, Jochen (* 1977), deutscher Politiker (SPD), MdL Niedersachsen
- Beeking, Josef (1891–1947), deutscher katholischer Theologe, Fürsorge- und Caritaswissenschaftler
- Beekman, Aimée (* 1933), estnische Schriftstellerin
- Beekman, Gerardus († 1723), Gouverneur der englischen Kolonie New York
- Beekman, Marcel (* 1969), niederländischer Tenor
- Beekman, Thomas (1790–1870), US-amerikanischer Jurist und Politiker
- Beekman, Vladimir (1929–2009), estnischer Schriftsteller und Literaturübersetzer
- Beekman, Yolande (1911–1944), französische Agentin der britischen nachrichtendienstlichen Spezialeinheit Special Operations Executive (SOE)Yolande Beekman (1911–1944)
- Beekmann, Barbara (* 1942), deutsche Autorin

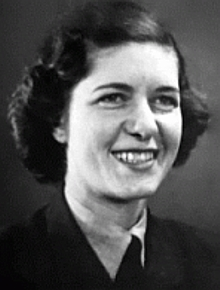
Yolande Beekman (1911–1944)

- Beekmann, Wolfgang (* 1937), deutscher Mathematiker
- Beekmans, Jan (1927–2008), niederländischer Politiker (D66)
- Beeko, Markus N. (* 1967), deutscher Menschenrechtler und Generalsekretär der deutschen Sektion von Amnesty International
- Beeks, William Trulock (1906–1988), US-amerikanischer Jurist
- Beekum, Jan van (1918–2001), niederländischer Komponist und Dirigent

### Beel
- Beel, Bert (* 1944), deutscher Sänger, Moderator, Parodist und TextautorBert Beel (* 1944)

Bert Beel (* 1944)

- Beel, Louis (1902–1977), niederländischer Rechtswissenschaftler und Politiker (RKSP, KVP, Ministerpräsident 1946–1948, 1958–1959)
- Beel, Stéphane (* 1955), belgischer Architekt und Industriedesigner
- Beelaerts van Blokland, Frans (1872–1956), Außenminister der Niederlande
- Beelaerts van Blokland, Pieter (1932–2021), niederländischer Politiker (CHU, CDA)
- Beeldemaker, Adriaen Cornelisz. (1618–1709), niederländischer Maler des Goldenen Zeitalters
- Beeldsnider, Arnt († 1492), niederländischer Bildhauer
- Beéle (* 2003), kolumbianischer Singer-Songwriter
- Beelen, Friedrich Wilhelm († 1766), Bürgermeister der Reichsstadt Aachen
- Beelen, Sven (* 1990), belgischer Cyclocrossfahrer
- Beeler, Bruno (* 1962), Schweizer Rechtsanwalt und Politiker (CVP)
- Beeler, Edwin (* 1958), Schweizer Filmregisseur, Autorenproduzent, Kameramann und DVD-Produzent
- Beeler, Emil (* 1937), Schweizer Radsportler, Schweizer Meister im Radsport
- Beeler, Fabian (* 1994), Schweizer Unihockeyspieler
- Beeler, Fridolin (1921–1943), Schweizer Landesverräter
- Beeler, Jürg (* 1957), Schweizer Schriftsteller
- Beeler, Lukas (* 1993), Schweizer Schauspieler
- Beeler, Martin (1920–2008), Schweizer Volksmusiker
- Beeler, Nico (* 1993), Schweizer Volleyball- und Beachvolleyballspieler
- Beeler, Thabo (* 1978), schweizerischer Informatiker und Visual-Effects-Künstler
- Beelitz, Dietrich (1906–2002), deutscher Offizier, zuletzt Generalmajor i. G. im Zweiten Weltkrieg
- Beelitz, Fedor (1813–1847), preußischer Verwaltungsbeamter
- Beelitz, Günther (* 1938), deutscher Theaterregisseur und Intendant
- Beelke, Manfred (1939–2009), deutscher Maler und Grafiker
- Beelmann, Andreas (* 1962), deutscher Psychologe und Hochschullehrer
- Beelt, Cornelis (1640–1702), niederländischer Maler

### Beem
- Beem, Rich (* 1970), US-amerikanischer Golfer
- Beeman, Greg (* 1962), US-amerikanischer Film- und Fernsehregisseur und Produzent
- Beeman, Joseph H. (1833–1909), US-amerikanischer Politiker
- Beeman, Richard R. (1942–2016), US-amerikanischer Historiker
- Beemelmanns, Balthasar (1810–1861), preußischer Bürgermeister und Politiker
- Beemelmans, Hubert (* 1932), deutscher Diplomat
- Beemelmans, Stéphane (* 1965), deutscher politischer BeamterStéphane Beemelmans (* 1965)

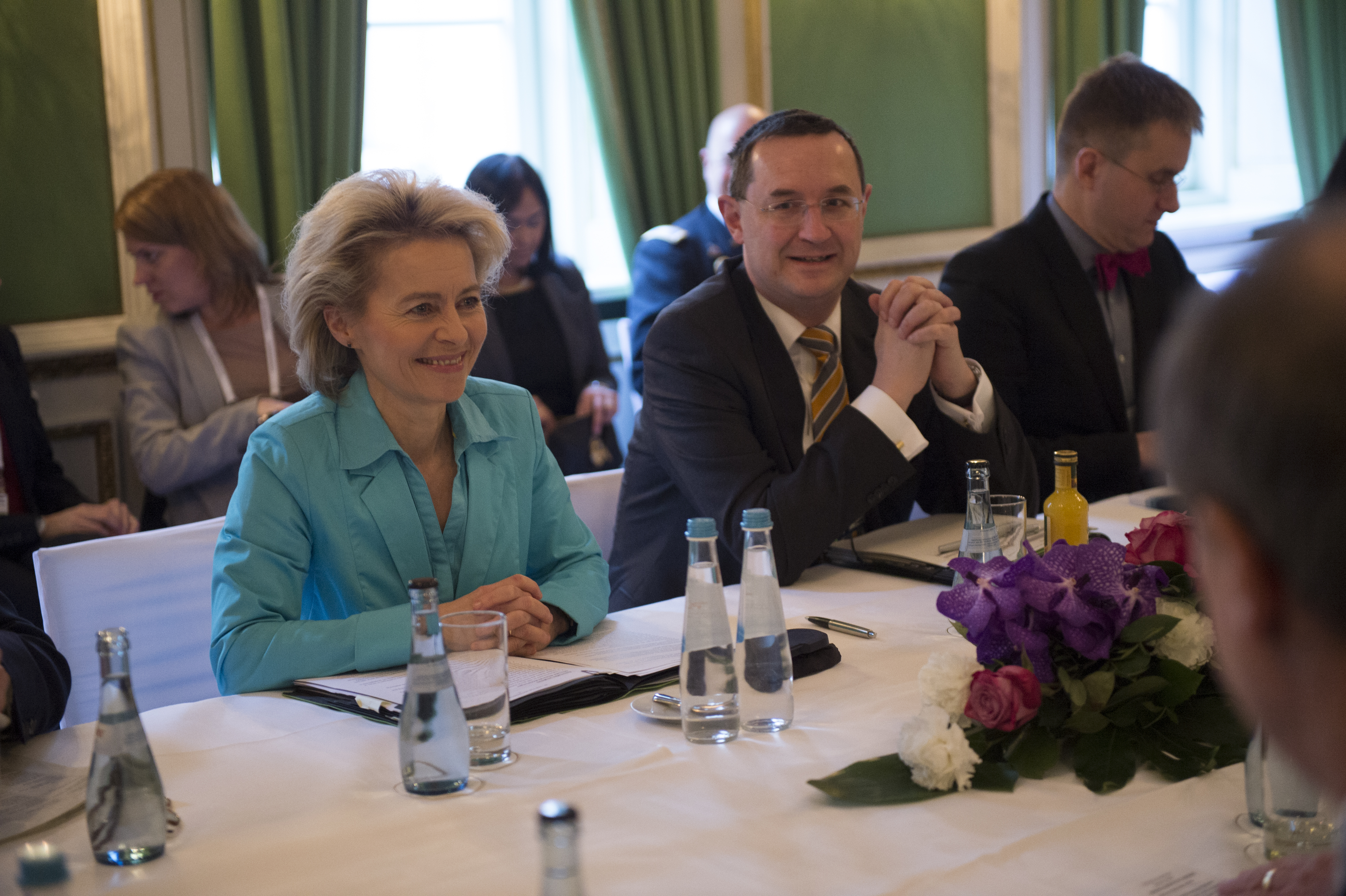
Stéphane Beemelmans (* 1965)

- Beemen, Olivier van (* 1979), niederländischer Investigativjournalist und Autor
- Beemer, Bob (* 1955), US-amerikanischer Tontechniker und vierfacher Oscar-Preisträger
- Beemer, Bob (* 1963), US-amerikanischer Footballspieler und Trainer
- Beemer, Brandon (* 1980), US-amerikanischer Schauspieler und Model

### Been
- Been, Charles Arnold (1869–1914), dänischer Kunsthistoriker, Sammler und Herausgeber
- Been, Dick (1914–1978), niederländischer Fußballspieler
- Been, Mario (* 1963), niederländischer Fußballspieler und -trainer
- Been, Michael (1950–2010), US-amerikanischer Rockmusiker und Schauspieler
- Been, Nico (* 1945), niederländischer Radrennfahrer
- Beenakker, Carlo (* 1960), niederländischer Physiker
- Beenakker, Jan (1926–1998), niederländischer Physiker
- Beenamol, K. M. (* 1975), indische Leichtathletin
- Beenders, Gerhard (* 1939), deutscher Brigadegeneral des Heeres der Bundeswehr
- Beenen, Barbara (* 1970), deutsche Politikerin (parteilos, SPD), MdL
- Beenen, Martien (1933–2024), niederländischer Jazzmusiker (Schlagzeug, Trompete) und Werbegraphiker
- Beeney, Aaron (* 1984), englischer Dartspieler
- Beenhakker, Brenda (* 1977), niederländische Badmintonspielerin
- Beenhakker, Leo (1942–2025), niederländischer FußballtrainerLeo Beenhakker (1942–2025)

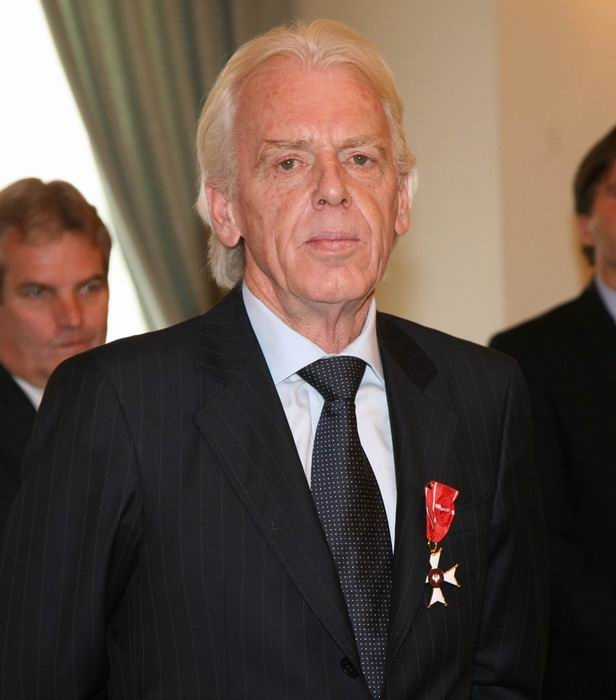
Leo Beenhakker (1942–2025)

- Beenie Man (* 1973), jamaikanischer Musiker
- Beenken, Hermann (1896–1952), deutscher Kunsthistoriker und Ordinarius an den Hochschulen in Leipzig und Aachen
- Beens, Marko (* 1970), deutscher Manager
- Beentje, Henk (* 1951), niederländischer Botaniker

### Beep
- Beeple (* 1981), US-amerikanischer Künstler

### Beer
- Beer Poortugael, Diederik Jacobus den (1800–1879), niederländischer Offizier und Poet und Ritter des Militär-Wilhelms-Orden
- Beer Poortugael, Jacobus Catharinus Cornelis den (1832–1913), niederländischer Generalleutnant und Politiker, Kriegsminister
- Beer von Au, Franz (1659–1722), Vorarlberger Barockbaumeister und Architekt
- Beer von Bildstein, Johann Michael (1696–1780), österreichischer Architekt
- Beer von Bleichten, Johann Michael (1700–1767), österreichischer Architekt und Baumeister
- Beer, Aaron (1739–1821), deutscher Chasan (Kantor) und Beglaubigter (Sekretär und Notar)
- Beer, Aaron Abrahams († 1740), deutscher Finanzmann und Rabbiner
- Beer, Adolf (1831–1902), österreichischer Lehrer und Hochschullehrer für Geschichte, Abgeordneter zum Reichsrat
- Beer, Albin (1873–1969), deutscher Parlamentarier im Fürstentum Reuß älterer Linie
- Beer, Alex (* 1977), österreichische SchriftstellerinAlex Beer (* 1977)

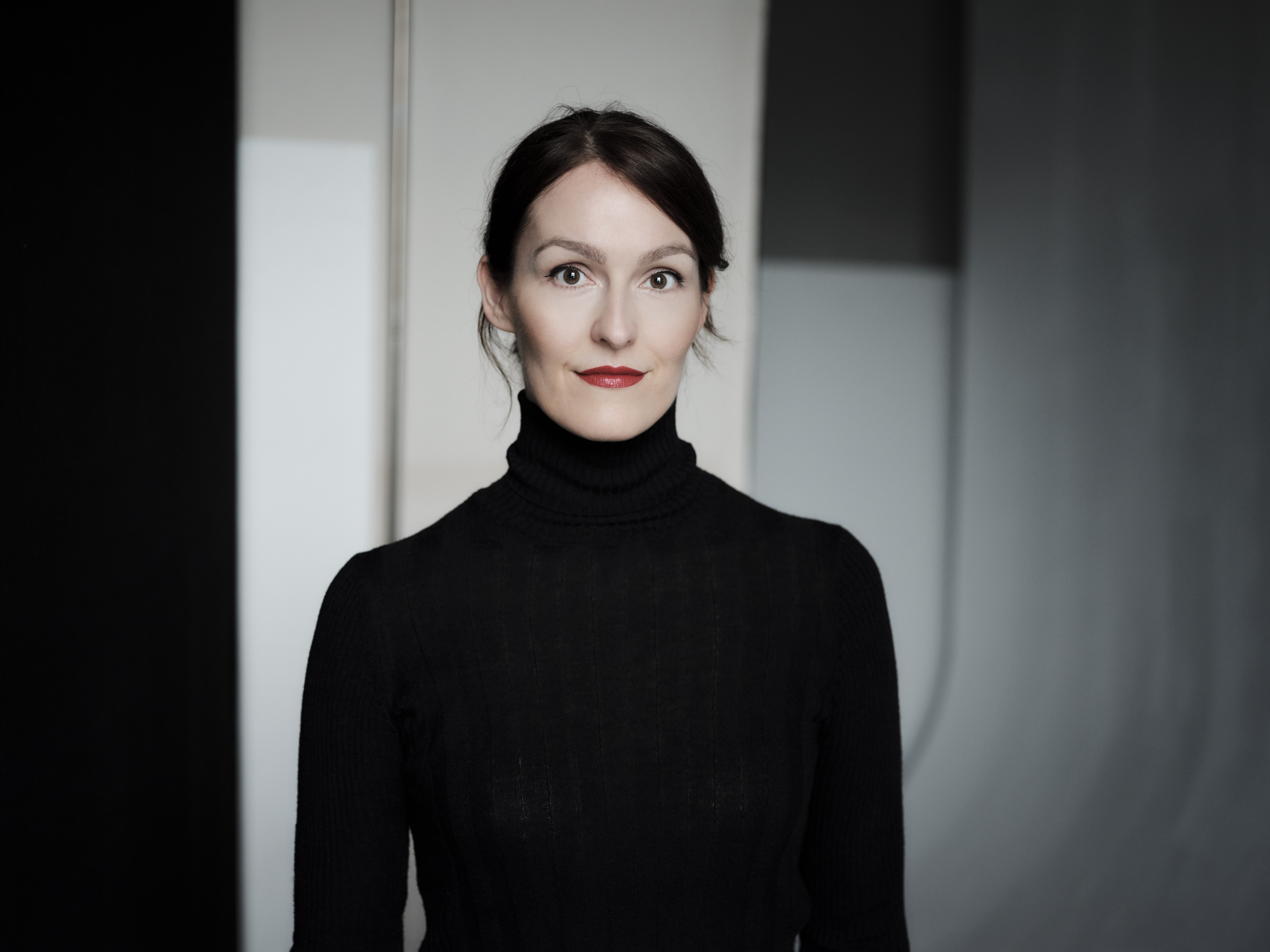
Alex Beer (* 1977)

- Beer, Alexander (1873–1944), deutscher Architekt und Gemeindebaumeister in Berlin
- Beer, Alois (1840–1916), österreichischer Fotograf
- Beer, Amalie (1767–1854), deutsch-jüdische Salonnière
- Beer, André-Michael (* 1958), deutscher Gynäkologe und Professor für Naturheilkunde
- Beer, Angelika (* 1957), deutsche Politikerin (Bündnis 90/Die Grünen und Piratenpartei), MdL, MdB, MdEP
- Beer, Anika (* 1983), deutsche Schriftstellerin und Neurobiologin
- Beer, Anna Louise (1924–2010), norwegische Juristin, Richterin, Frauenrechtlerin und Politikerin
- Beer, Arnjolt (* 1946), französischer Leichtathlet
- Beer, Arthur (1900–1980), österreichisch-tschechischer Astronom und Astrophysiker in England
- Beer, August (1825–1863), deutscher Chemiker, Mathematiker und Physiker
- Beer, Auguste (1889–1932), deutsche Malerin
- Beer, Axel (* 1956), deutscher Musikwissenschaftler
- Beer, Bernhard (1801–1861), Gelehrter
- Beer, Bettina (* 1966), deutsche Ethnologin
- Beer, Birgit, deutsche Opernsängerin (Sopran)
- Beer, Carl August (1825–1894), deutscher Kalligraph
- Beer, Cerf (1726–1793), Bankier, Hoffaktor, Philanthrop
- Beʾer, Chaim (* 1945), israelischer Autor und Hochschullehrer
- Beer, Charles (* 1961), Schweizer Politiker (SP)
- Beer, Christian (* 1958), deutscher Fußballspieler
- Beer, Detlef (* 1963), deutscher Maler und Zeichner
- Beer, Donald (1935–1997), US-amerikanischer Ruderer
- Beer, Eckard (1944–2019), deutscher Agrarwissenschaftler der Phytomedizin
- Beer, Edeltrud (* 1927), österreichische Paläontologin
- Beer, Eduard Friedrich Ferdinand (1805–1841), deutscher Orientalist, Epigraphiker und Paläograf
- Beer, Ellen (1926–2004), Schweizer Kunsthistorikerin
- Beer, Ellie (* 2003), australische Sprinterin
- Beer, Erica (1925–2013), deutsche Schauspielerin
- Beer, Erich (* 1946), deutscher FußballspielerErich Beer (* 1946)

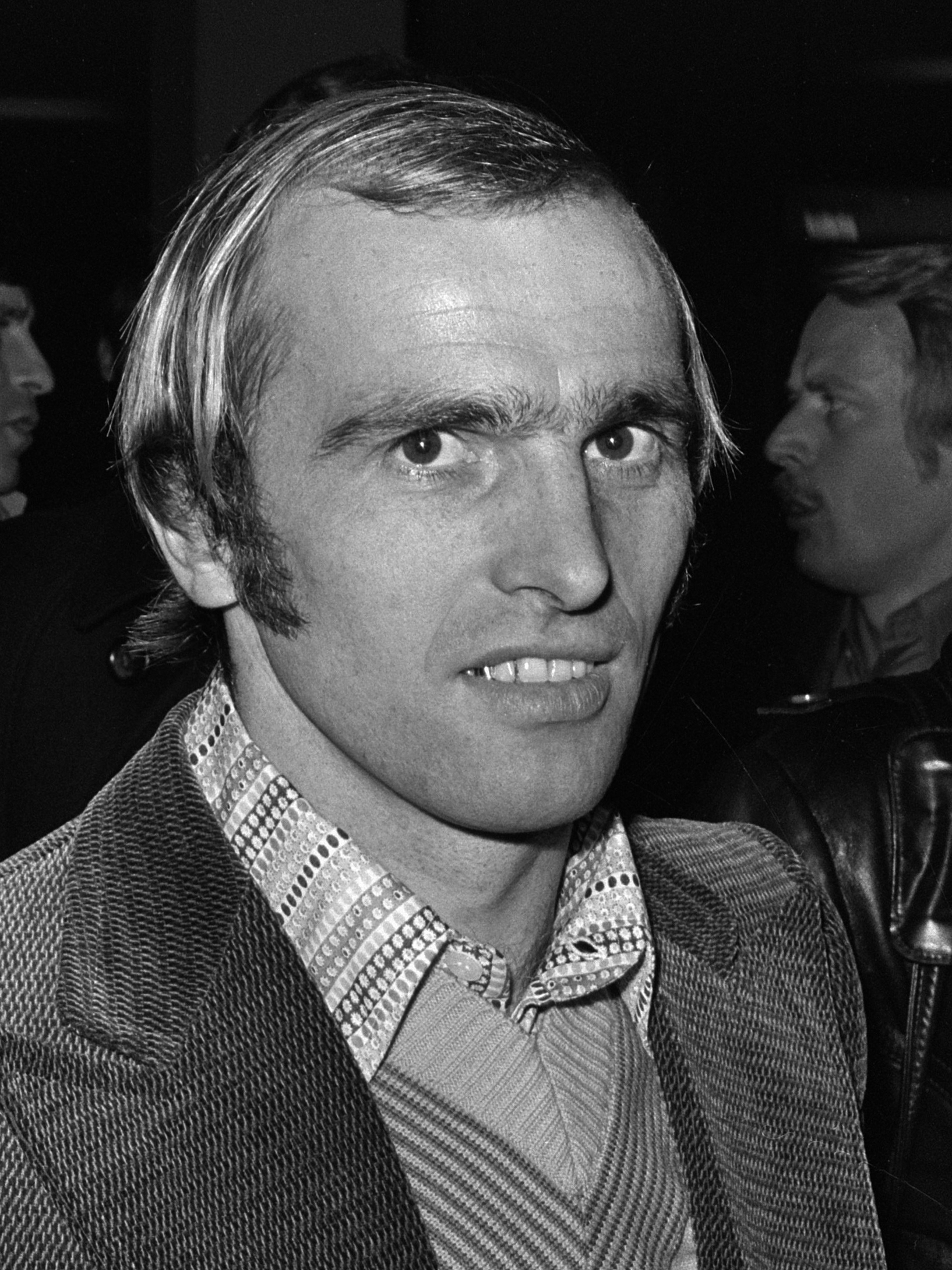
Erich Beer (* 1946)

- Beer, Ernst-Walter (1910–1980), deutscher Politiker (DBD), MdL, MdV, Landesvorsitzender der DBD und Minister in Mecklenburg
- Beer, Franz (1660–1726), österreichischer Architekt und Baumeister
- Beer, Franz († 1861), österreichischer Architekt
- Beer, Franz (1929–2022), deutsch-österreichischer Maler und Hochschullehrer
- Beer, Franz Anton (1688–1749), österreichischer Architekt
- Beer, Friedrich (1846–1912), österreichisch-französischer Bildhauer
- Beer, Fritz (1911–2006), deutsch-jüdischer Schriftsteller
- Beer, Gavin Rylands de (1899–1972), englischer Zoologe und Morphologe
- Beer, Georg († 1600), deutscher Baumeister und Architekt für Herzog Ludwig von Württemberg
- Beer, Georg (1816–1876), deutscher Orgelbauer
- Beer, Georg (1865–1946), deutscher evangelischer Theologe
- Beer, Georg Joseph (1763–1821), österreichischer Mediziner, Begründer der wissenschaftlichen Augenheilkunde
- Beer, George Louis (1872–1920), US-amerikanischer Historiker
- Beer, Gretel (1921–2010), österreichisch-englische Autorin
- Beer, Grit (1934–2008), deutsche Politikerin (CDU), MdL
- Beer, Guido (1885–1938), italienischer Jurist, Mitarbeiter Benito Mussolinis
- Beer, Günter (1926–2012), deutscher Motorradrennfahrer
- Beer, Gustav (1888–1983), österreichisch-amerikanischer Schriftsteller
- Beer, Hans de (* 1957), niederländischer Illustrator
- Beer, Hartmut (1941–1998), deutscher Film- und Theaterschauspieler
- Beer, Heinrich (1829–1926), deutscher Richter
- Beer, Helene (* 1895), deutsche Politikerin (LDPD)
- Beer, Helmut (* 1941), deutscher Porzellanmaler, Gewerkschafter und Senator (Bayern)
- Beer, Henning (* 1958), deutscher Terrorist der Rote Armee Fraktion
- Beer, Henri Bernard (1909–1994), niederländischer Erfinder
- Beer, Herbert (1914–1971), deutscher Politiker (GB/BHE, GDP, CDU), MdL
- Beer, Hermann (1905–1972), österreichischer Bauingenieur
- Beer, Horst (* 1958), deutscher Tänzer, Tanzsporttrainer und Choreograph
- Beer, Isabell (* 1994), deutsche Journalistin
- Beer, Israel (1912–1966), israelischer Agent für die Sowjetunion
- Beer, Jacqueline (* 1932), französisch-US-amerikanische Film- und FernsehschauspielerinJacqueline Beer (* 1932)

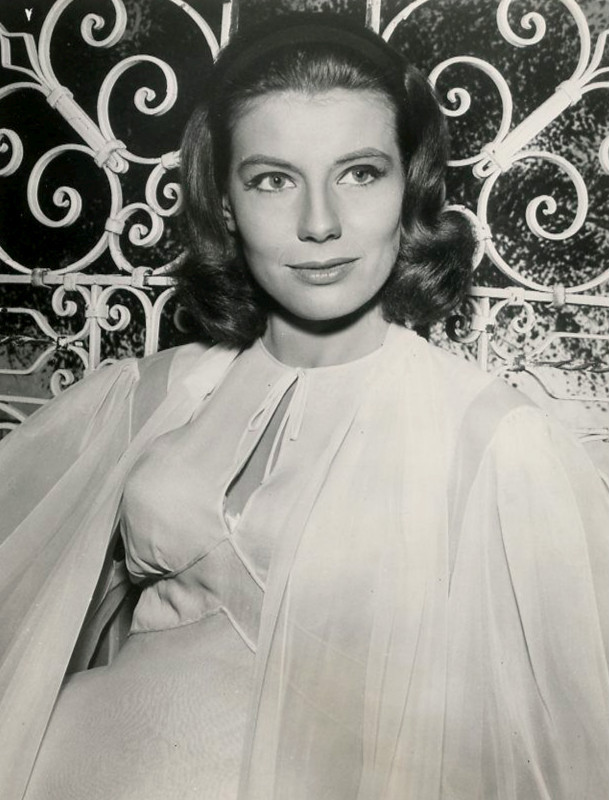
Jacqueline Beer (* 1932)

- Beer, Jan de (1490–1542), niederländischer Maler
- Beer, Jeff (* 1952), deutscher zeitgenössischer Künstler
- Beer, Johann (1655–1700), deutscher Schriftsteller und Komponist
- Beer, Johann Ferdinand (1731–1789), österreichischer Baumeister
- Beer, Johann Friedrich (1741–1804), deutscher Miniaturmaler, Radierer und Zeichner
- Beer, Johann Georg (1701–1781), deutscher Architekt und Baumeister
- Beer, Johann Peter (1782–1851), deutscher Miniatur-, Glas-, Landschafts- und Porträtmaler, Kupferstecher, Radierer und Grafiker
- Beer, Johannes (1901–1972), deutscher Literaturwissenschaftler und Bibliothekar
- Beer, Jolyn (* 1994), deutsche Sportschützin
- Beer, Josef (1912–2000), deutscher Verbandsfunktionär im Königreich Jugoslawien und deutscher Autor
- Beer, Joseph (1744–1812), böhmischer Klarinettist und Komponist
- Beer, Joseph (1908–1987), österreichischer Operettenkomponist
- Beer, Joseph Georg (1803–1873), österreichischer Botaniker
- Beer, Juliane (* 1976), österreichische Produzentin und Produktionsleiterin
- Beer, Julius (1822–1874), deutscher Arzt und Heimatforscher
- Beer, Karl (1886–1965), deutscher Architekt
- Beer, Karl Willy (1909–1979), deutscher Journalist
- Beer, Karlheinz (* 1953), deutscher Künstler (Maler, Bühnenbildner und Kostümbildner)
- Beer, Klaus (1932–2025), deutscher Jurist
- Beer, Klaus (1942–2023), deutscher Leichtathlet des Sportclubs SC Dynamo Berlin
- Beer, Klaus (* 1951), deutscher Reisedokumentarfilmer, Autor und Initiator des Fernwehparks in Hof/Oberfranken
- Beer, Kurt (* 1905), österreichischer Verwaltungsjurist und Landrat
- Beer, Lotte de (* 1981), niederländische Opernregisseurin
- Beer, Ludwig (1868–1935), deutscher Rechtswissenschaftler
- Beer, Madison (* 1999), US-amerikanische SängerinMadison Beer (* 1999)

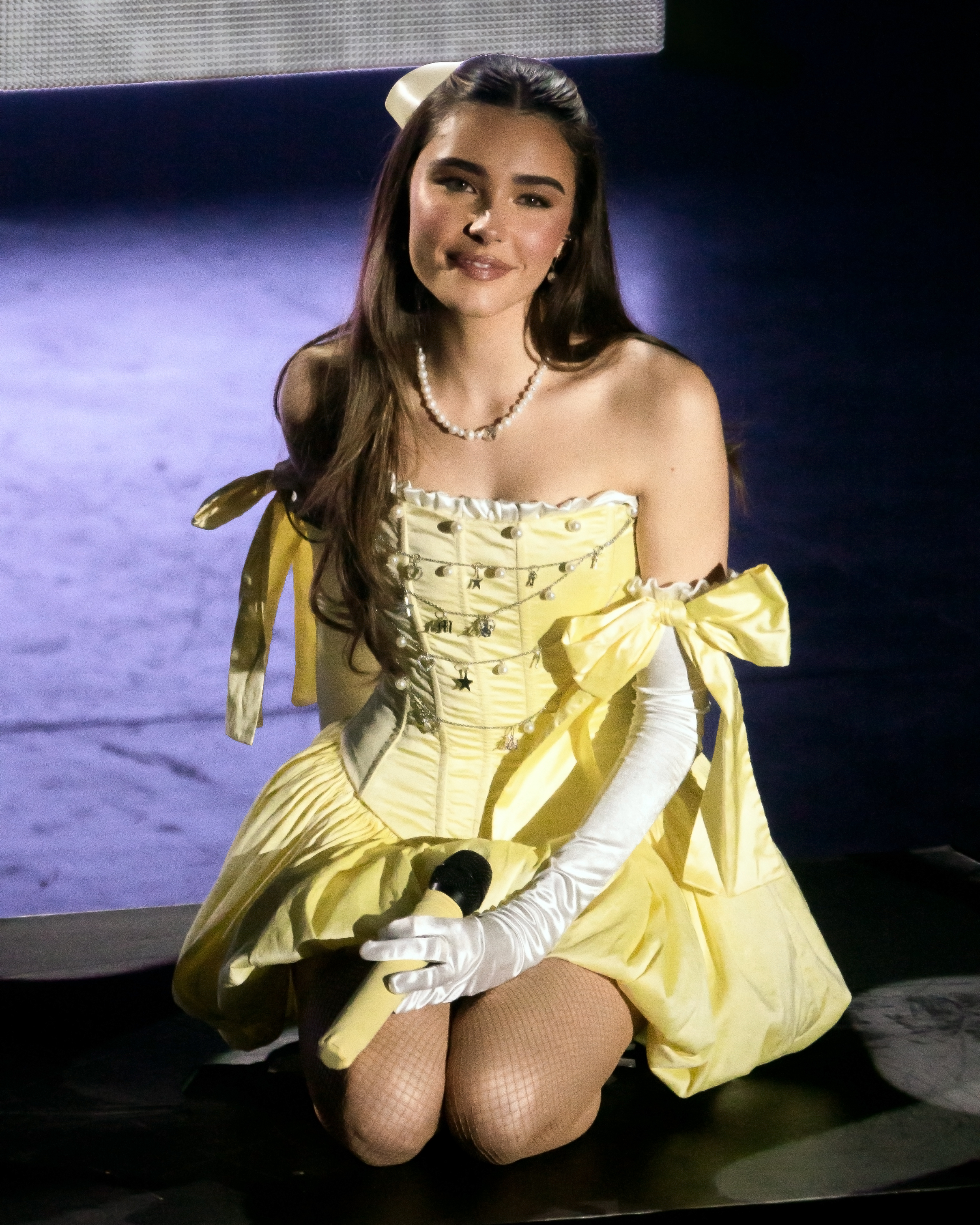
Madison Beer (* 1999)

- Beer, Manfred (* 1953), deutscher Biathlet
- Beer, Manuela, deutsche Kunsthistorikerin
- Beer, Marek (* 1988), tschechischer Volleyballspieler
- Beer, Markus (* 1988), österreichischer Fußballtorhüter
- Beer, Martin (1920–1988), deutscher Theologe
- Beer, Martin (1950–2011), deutscher evangelischer Pfarrer und Domprediger am Berliner Dom
- Beer, Martin (* 1966), deutscher Fußballspieler
- Beer, Martin (* 1970), deutscher Komiker, Kabarettist, Musiker und Autor
- Beer, Mathias (* 1957), deutscher Historiker
- Beer, Max (1864–1943), deutscher Publizist und Historiker
- Beer, Max (1886–1965), österreichischer Journalist und Autor
- Beer, Max (1912–1995), Schweizer Leichtathlet und Marathonläufer
- Beer, Max Josef (1851–1908), österreichischer Komponist
- Beer, Mendel (1788–1870), jüdischer Händler und 1. Bürger St. Ingberts
- Beer, Michael († 1666), österreichischer Architekt und Baumeister
- Beer, Michael (1800–1833), deutscher Dramatiker
- Beer, Miklós (* 1943), ungarischer Geistlicher, emeritierter römisch-katholischer Bischof von Vác
- Beer, Mirko (1905–1942), Militärarzt bei den republikanischen Truppen während des Spanischen Bürgerkrieges
- Beer, Monique de (* 1975), niederländische Rollstuhltennisspielerin
- Beer, Natalie (1903–1987), österreichische Schriftstellerin
- Beer, Nicola (* 1970), deutsche Politikerin (FDP), MdL, Ministerin in HessenNicola Beer (* 1970)

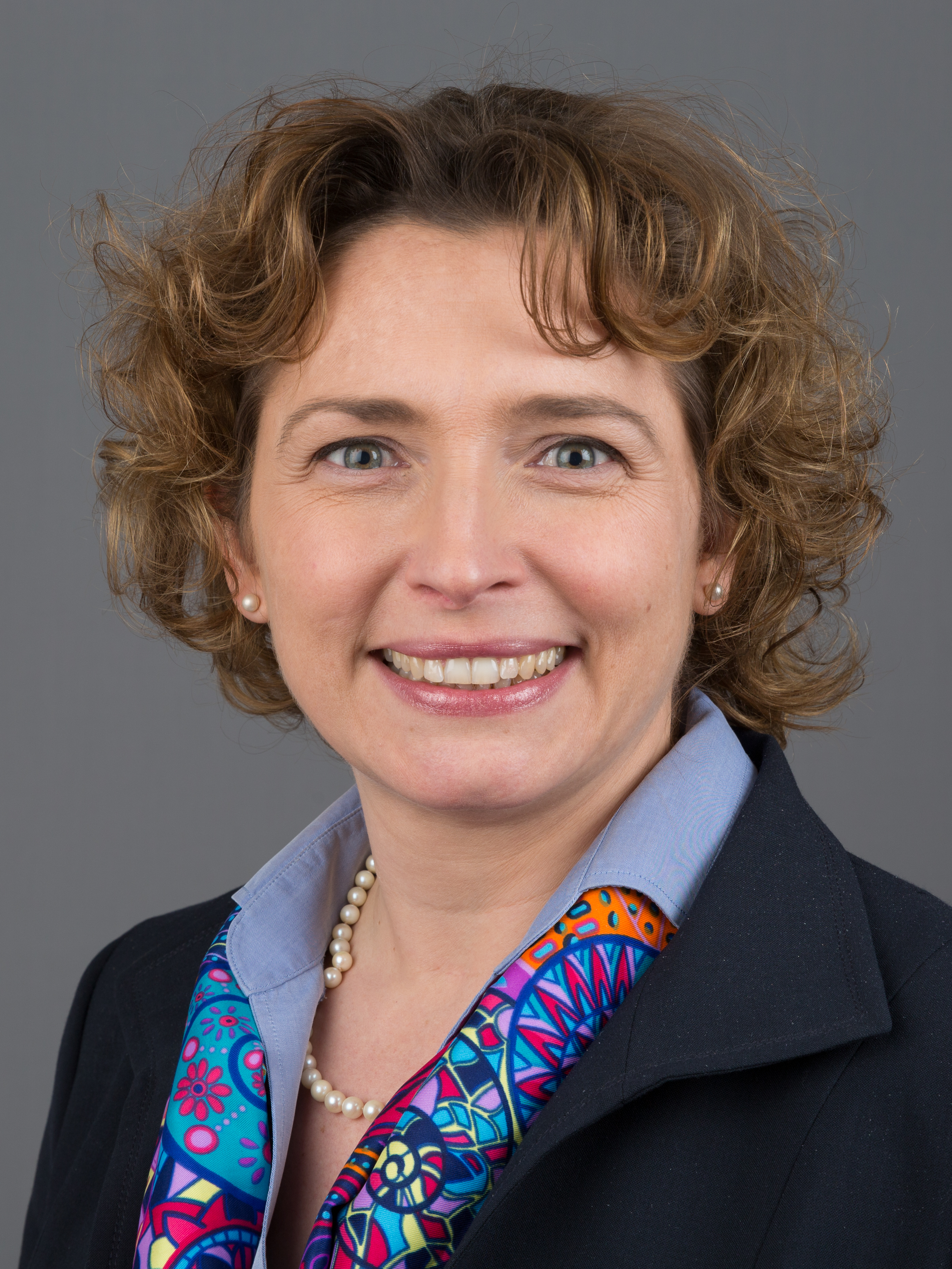
Nicola Beer (* 1970)

- Beer, Nicolas (* 1996), dänischer Automobilrennfahrer
- Beer, Oliver (* 1979), deutscher Fußballspieler
- Beer, Olivier (* 1990), Schweizer Radrennfahrer
- Beer, Otto F. (1910–2002), österreichischer Schriftsteller
- Beer, Paul (* 1873), deutscher Gymnasiallehrer, Altphilologe und Germanist
- Beer, Paula (* 1995), deutsche SchauspielerinPaula Beer (* 1995)

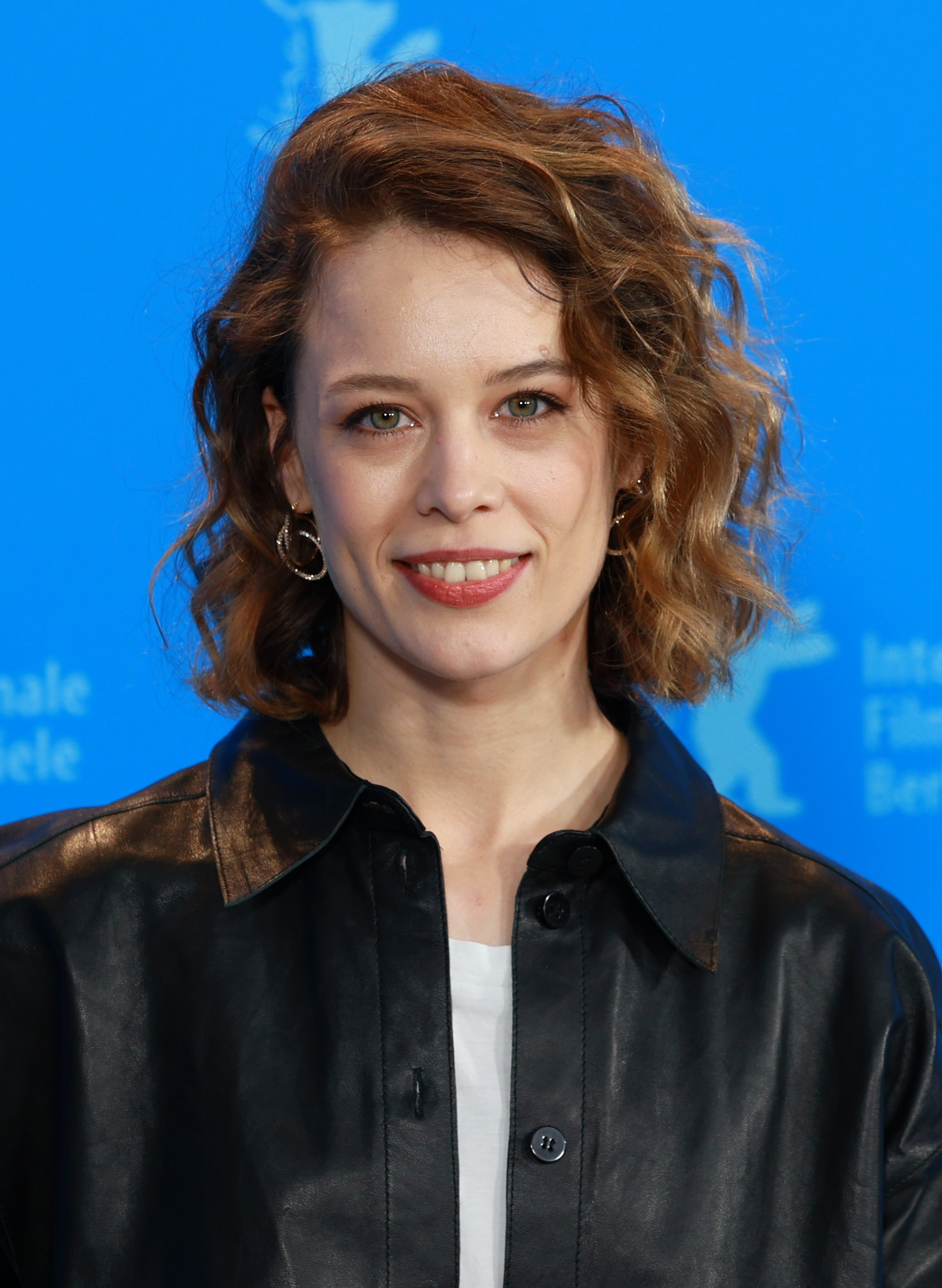
Paula Beer (* 1995)

- Beer, Peggy (* 1969), deutsche Leichtathletin
- Beer, Peter (1758–1838), Pädagoge und Reformer, Historiker, Geograph und theologischer Autor
- Beer, Peter (* 1966), deutscher katholischer Geistlicher und Generalvikar im Erzbistum München und Freising
- Beer, Rachel (1858–1927), britische Journalistin, Redakteurin und Zeitungsverlegerin
- Beer, Reinhard (* 1969), österreichischer Naturbahnrodler
- Beer, Richard (* 1897), österreichischer Fußball-Nationalspieler
- Beer, Roman De (* 1994), südafrikanischer Automobilrennfahrer
- Beer, Romy (* 1981), deutsche Biathletin
- Beer, Ron (* 1965), deutscher Leichtathlet
- Beer, Ronnie (* 1941), südafrikanischer Jazzmusiker
- Beer, Rüdiger (1925–1975), deutscher Anästhesiologe und Intensivmediziner, Hochschullehrer in München
- Beer, Rüdiger Robert (1903–1985), deutscher Journalist
- Beer, Rudolf (1885–1938), österreichischer Theaterdirektor
- Beer, Rudolf (1911–1988), tschechoslowakischer Lehrer und deutscher SS-Obersturmführer
- Beer, Samuel H. (1911–2009), US-amerikanischer Politikwissenschaftler und Hochschullehrer
- Beer, Sandro (* 1977), österreichischer Politiker (SPÖ)
- Beer, Sanel (1886–1981), österreichisch-US-amerikanischer Arzt und Schriftsteller
- Beer, Sebastian (1609–1659), Verwaltungsjurist und Mitglied der Fruchtbringenden Gesellschaft
- Beer, Sidney (1899–1971), britischer Dirigent
- Beer, Siegfried (* 1948), österreichischer Historiker und Geheimdienstspezialist
- Beer, Sigrid (* 1956), deutsche Politikerin (Bündnis 90/Die Grünen), MdL
- Beer, Simon (* 1964), Schweizer Konzeptkünstler
- Beer, Stafford (1926–2002), britischer BetriebswirtStafford Beer (1926–2002)

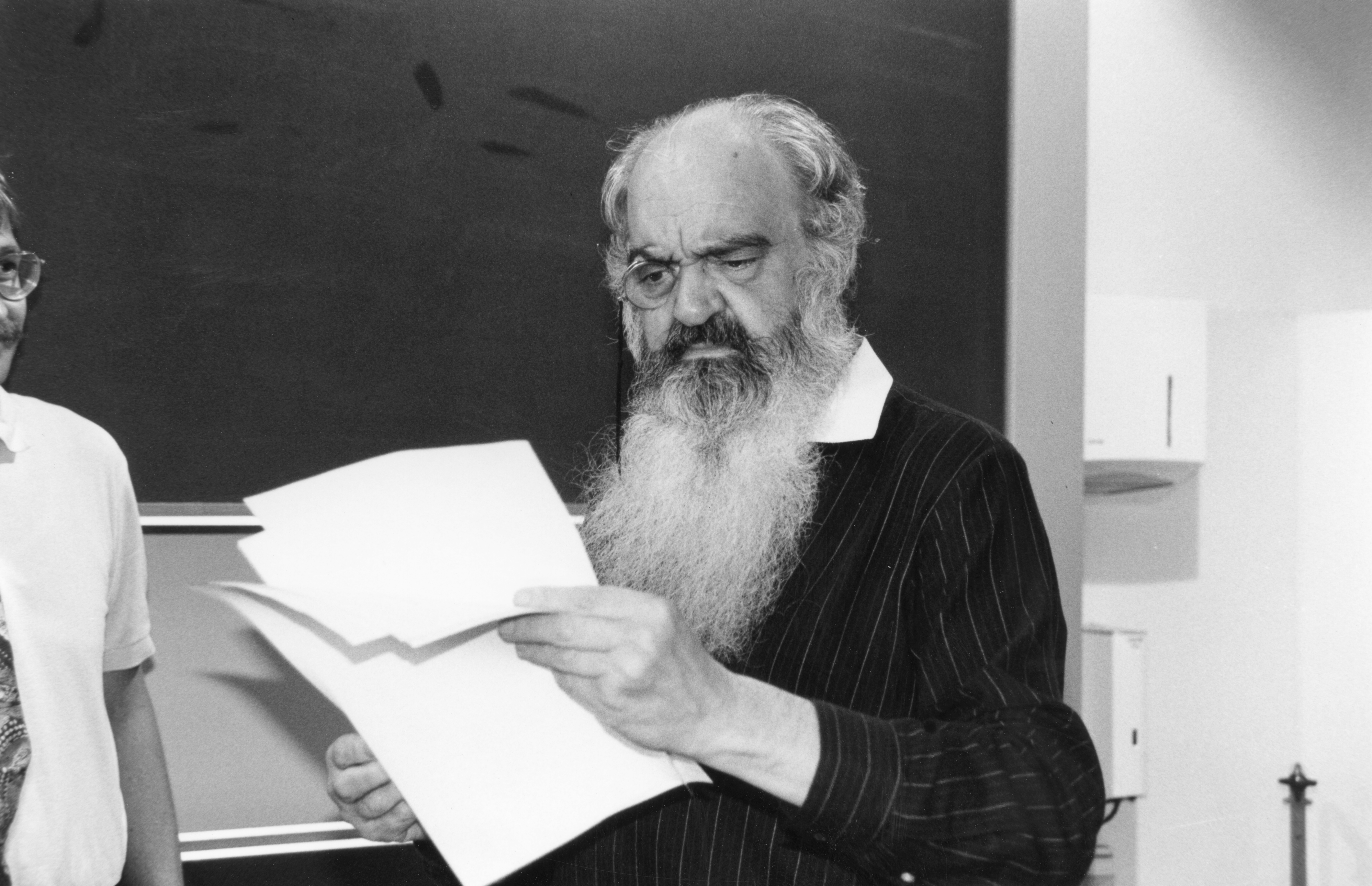
Stafford Beer (1926–2002)

- Beer, Sue de (* 1973), US-amerikanische Künstlerin
- Beer, Theobald (1902–2000), deutscher römisch-katholischer Priester und Lutherforscher
- Beer, Theodor (1866–1919), österreichischer Physiologe und Naturforscher
- Beer, Thomas (* 1964), deutscher Radsportler
- Beer, Tina (* 1987), deutsche politische Beamtin (Die Linke)
- Beer, Udo (* 1954), deutscher Jurist, Finanzwirt und Hochschullehrer
- Beer, Ulrich (1932–2011), deutscher Psychologe
- Beer, Wilhelm (1797–1850), deutscher Geschäftsmann, Bankier, Politiker, Publizist und Amateurastronom
- Beer, Wilhelm Amandus (1837–1907), deutscher Maler und Hochschullehrer
- Beer, Willem de (* 1988), südafrikanischer Leichtathlet
- Beer, Willi (1918–1982), deutscher DBD-Funktionär
- Beer, Willy de (* 1942), niederländische Eisschnellläuferin
- Beer, Wolfgang (1953–1980), deutscher Terrorist der Rote Armee Fraktion
- Beer, Wolfgang (1959–2021), österreichischer Politiker (SPÖ), Mitglied des Bundesrates
- Beer, Wolfgang de (1964–2024), deutscher Fußballtorhüter und -trainerWolfgang de Beer (1964–2024)

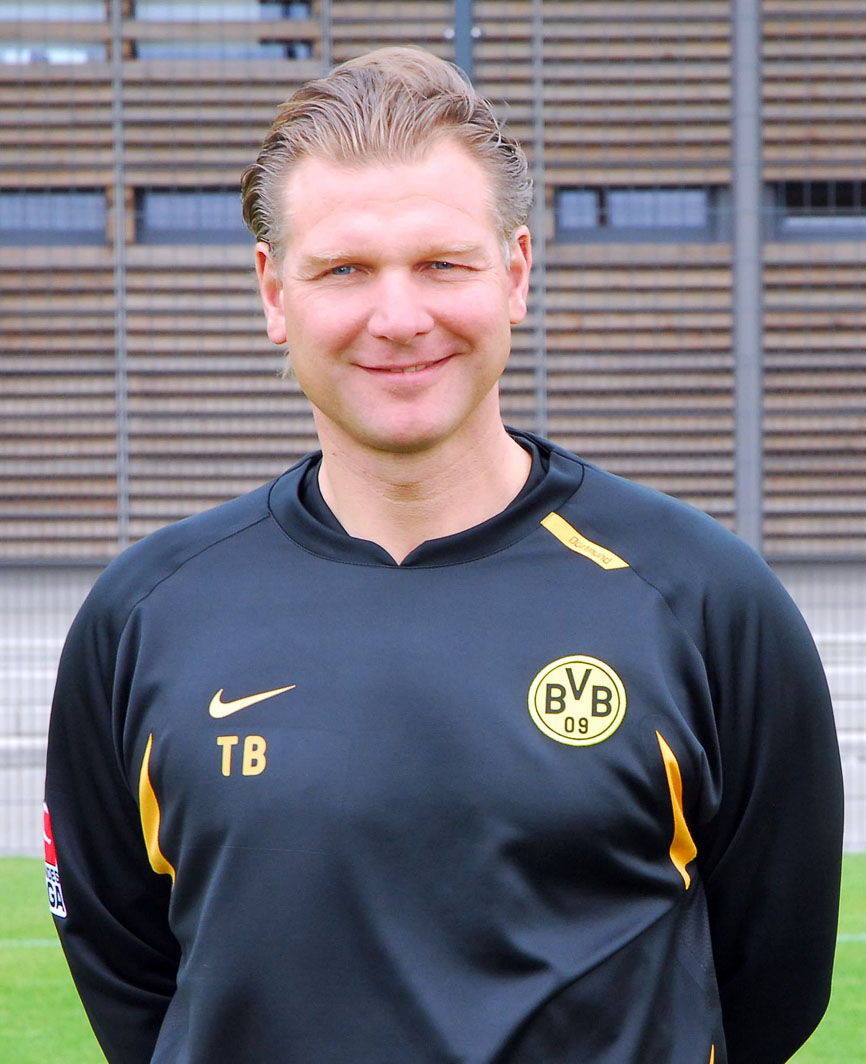
Wolfgang de Beer (1964–2024)

- Beer, Zach De (1928–1999), südafrikanischer Politiker, Arzt und Geschäftsmann
- Beer-Hofmann, Richard (1866–1945), österreichischer Dramatiker und Lyriker
- Beer-Monti, Friederike (1891–1980), österreichisch-amerikanische Muse österreichischer Künstler und Galeristin
- Beer-Walbrunn, Anton (1864–1929), deutscher Komponist
- Beer-Walbrunn, Ida (1878–1951), deutsche Malerin
- Beerbaum, Ludger (* 1963), deutscher SpringreiterLudger Beerbaum (* 1963)

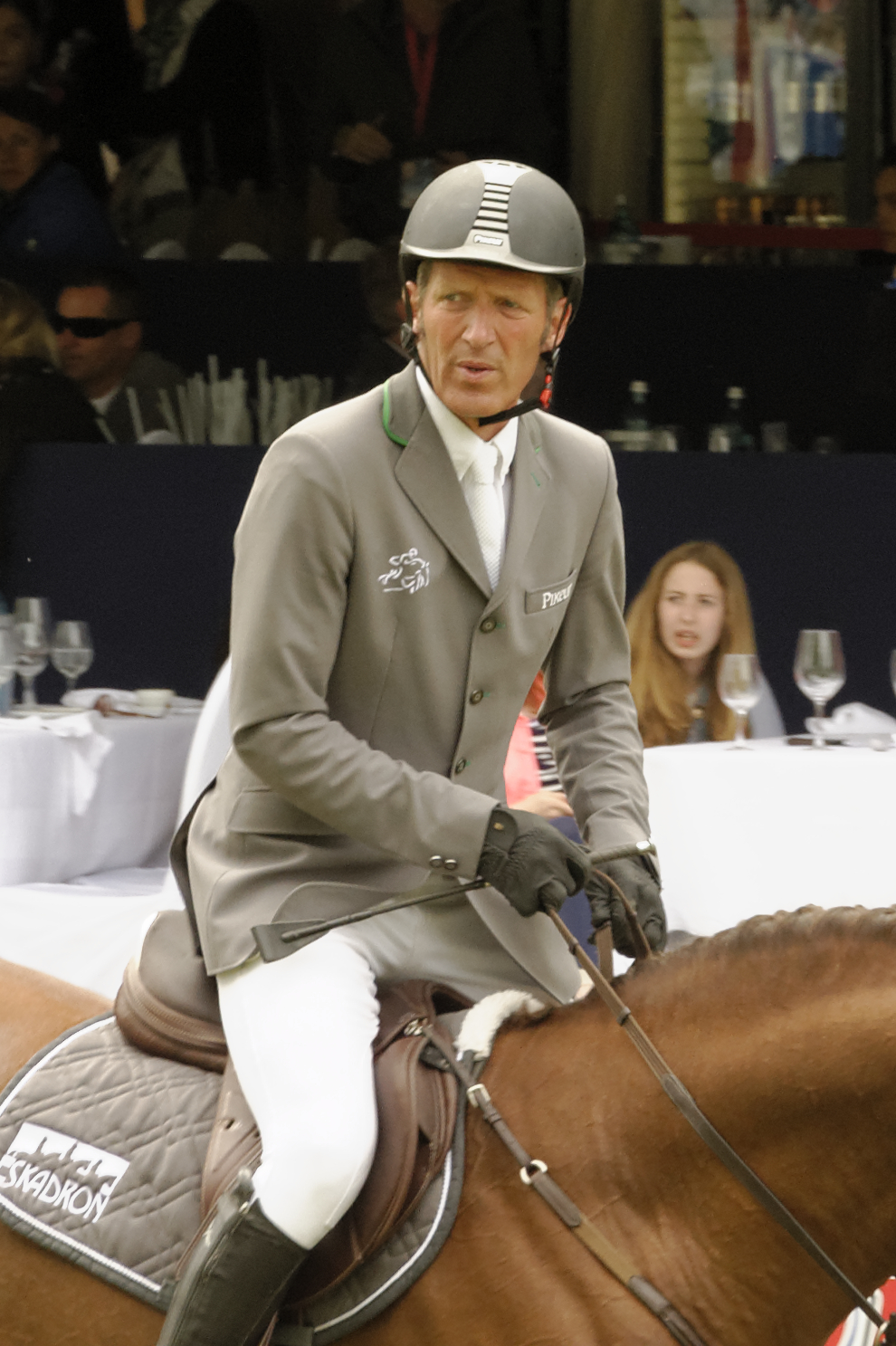
Ludger Beerbaum (* 1963)

- Beerbaum, Markus (* 1970), deutscher Springreiter
- Beerblock, Maurice (1930–1998), belgischer Schauspieler und Regieassistent
- Beerbohm, Max (1872–1956), englischer Parodist und Karikaturist
- Beerbohm, Rudolf (1941–2018), deutscher Vielseitigkeits- und Springreiter
- Beerbom, Heinrich (1892–1980), deutscher Bürgermeister und Stadtdirektor
- Beerden, Georges (1938–2010), belgischer Politiker
- Beeren, Karl Friedrich Hermann von (1749–1817), preußischer Generalmajor
- Beeren, Louis von (1811–1899), preußischer Generalleutnant und Kommandant der Festung Königstein
- Beerenbrouck, Charles Ruijs de (1873–1936), niederländischer Ministerpräsident
- Beerens, Roy (* 1987), niederländischer Fußballspieler
- Beerensson, Adele (1879–1940), britisch-deutsche Verbandspolitikerin der Sozialarbeit
- Beerensteyn, Lineth (* 1996), niederländische Fußballspielerin
- Beerfelde, Christian Wilhelm von († 1792), preußischer Landrat
- Beerfelde, Hans Georg von (1877–1960), deutscher Offizier, Revolutionär und Pazifist
- Beerfelde, Hans Sigismund von (1726–1788), preußischer Capitain und Landrat
- Beerfelde, Julius Wilhelm von (1805–1871), deutscher Jurist, Reichstagsabgeordneter
- Beerfeltz, Hans-Jürgen (1951–2016), deutscher Politiker (FDP)
- Beerhenke, Hans (1923–1995), deutscher Schauspieler
- Beerhenke, Oliver (* 1970), deutscher Comedian, Autor und Fernsehmoderator
- Beerhold, Julia (* 1965), deutsche Sängerin und SchauspielerinJulia Beerhold (* 1965)

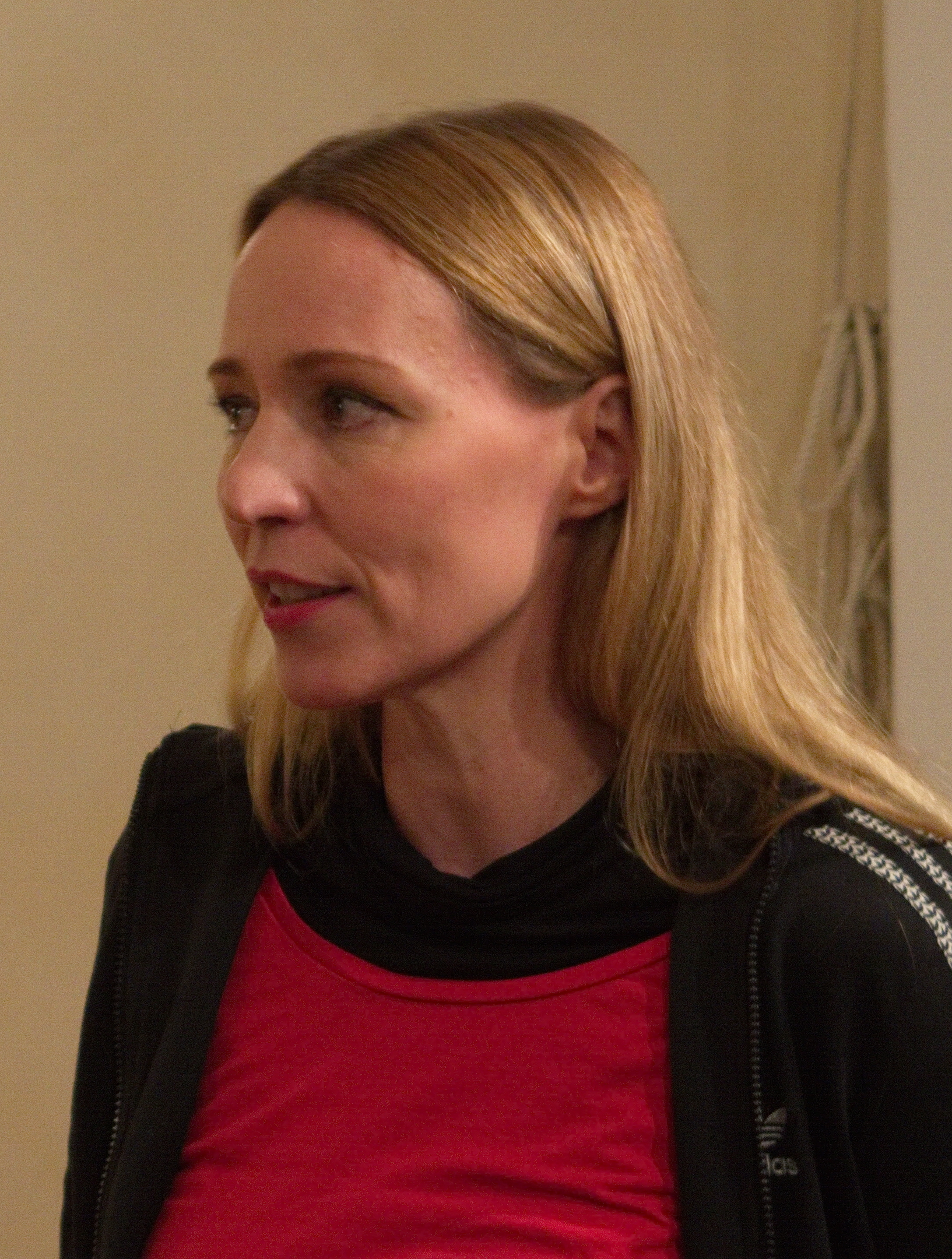
Julia Beerhold (* 1965)

- Be’eri, Isser (1901–1958), israelischer Militärgeheimdienst-Offizier
- Beerkircher, Ralph (1967–2024), deutscher Jazzgitarrist
- Beerli, Christine (* 1953), Schweizer Politikerin (FDP)
- Beerli, Conrad André (1915–2004), Schweizer Maler
- Beerli, Joseph (1901–1967), Schweizer Bobfahrer
- Beerli, Luise (* 1942), Schweizer Sängerin und Jodlerin
- Beerli, Simon (* 1994), Schweizer Unihockeyspieler
- Beerli, Walter (1928–1995), Schweizer Fussballspieler
- Beerman, Albert Christiaan Willem (1901–1967), niederländischer Politiker und Rechtsanwalt
- Beerman, Elizabeth (* 1991), US-amerikanische Snowboarderin
- Beerman, Myles (* 1999), maltesischer Fußballspieler
- Beermann, Albert (1892–1957), deutscher Verwaltungsbeamter und Abgeordneter des Provinziallandtages der Provinz Hessen-Nassau
- Beermann, Albert (1933–2020), deutscher Jurist, Vizepräsident des Bundesfinanzhofs
- Beermann, Christian (* 1974), deutscher Schauspieler
- Beermann, Daniel Wilhelm (1798–1862), preußischer Landrat
- Beermann, Frank (* 1965), deutscher Dirigent
- Beermann, Friedrich (1912–1975), deutscher Jurist, General und Politiker (SPD), MdB
- Beermann, Fritz (1856–1928), deutscher Bauingenieur und Eisenbahn-Baubeamter
- Beermann, Georg August (1782–1865), deutscher Hütten- und Münzmeister
- Beermann, Guido (* 1965), deutscher Politiker (CDU)Guido Beermann (* 1965)

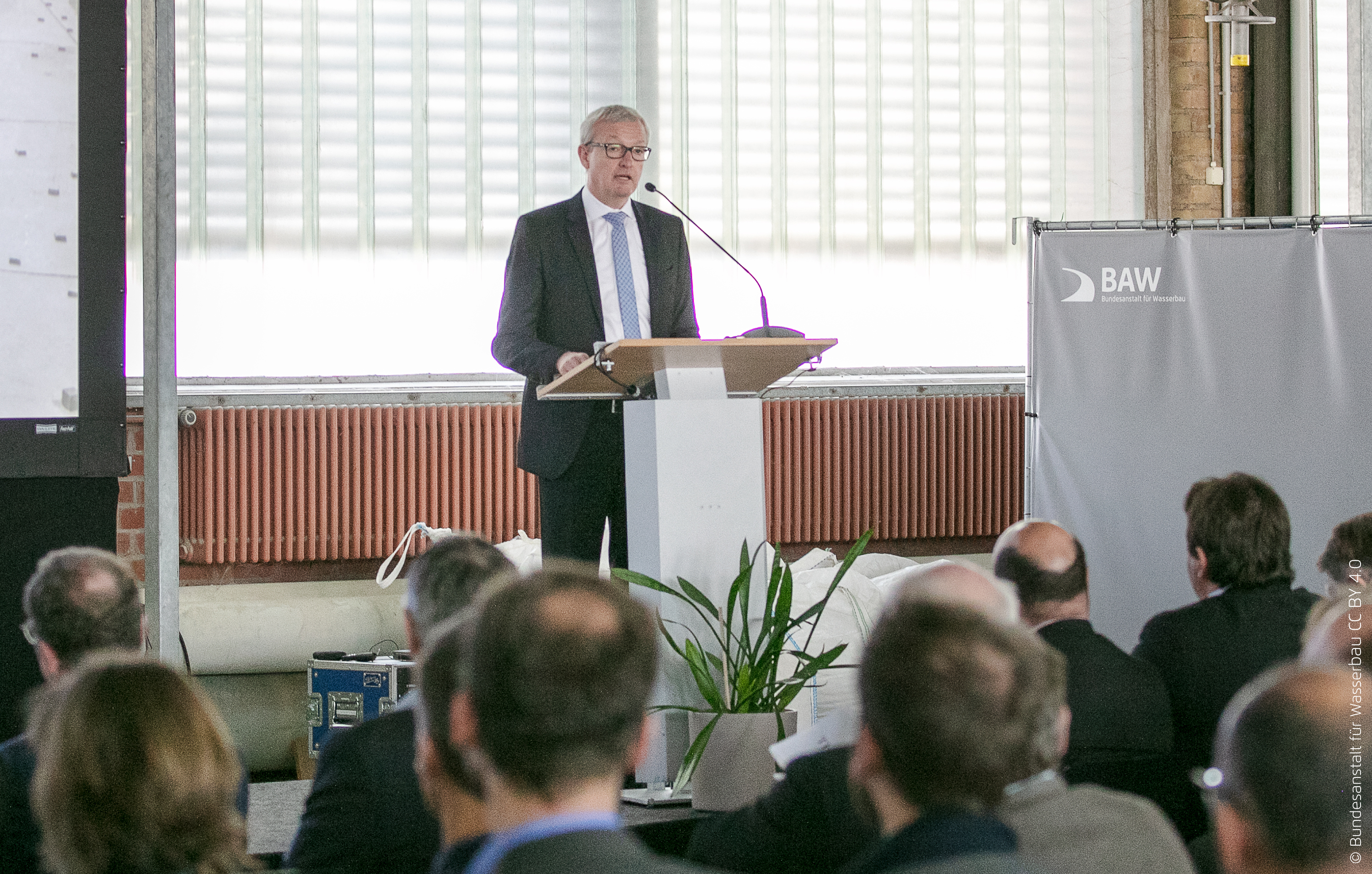
Guido Beermann (* 1965)

- Beermann, Hermann (1903–1973), deutscher Gewerkschaftsführer
- Beermann, Janine (* 1983), deutsche Feldhockeyspielerin und Lehrerin
- Beermann, Jens (1959–1997), deutscher Fußballspieler
- Beermann, Johannes (1878–1958), estnisch-deutscher evangelischer Theologe und Bischof
- Beermann, Johannes (* 1960), deutscher Politiker (CDU) und Jurist, Landesminister in SachsenJohannes Beermann (* 1960)

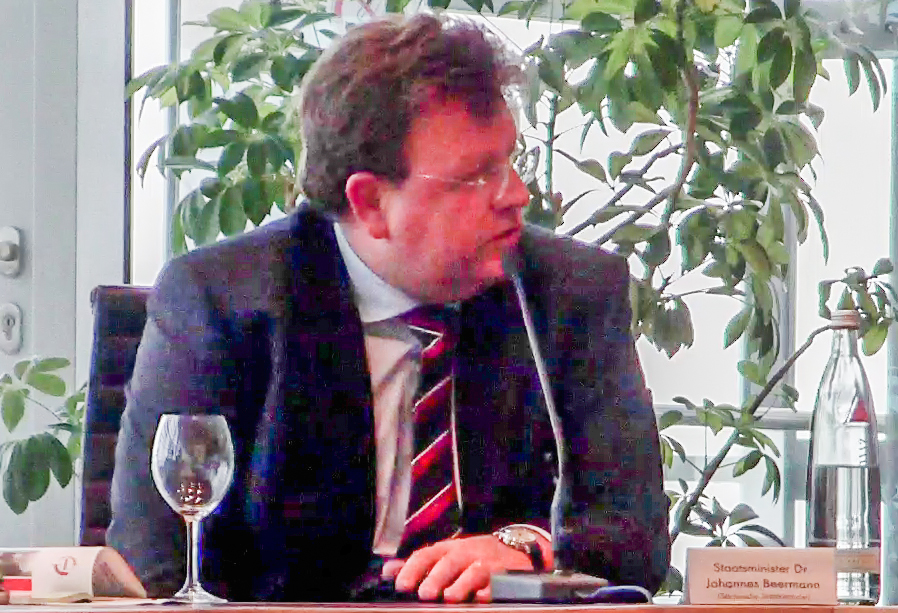
Johannes Beermann (* 1960)

- Beermann, Ludwig (1847–1924), deutscher Architekt
- Beermann, Maik (* 1981), deutscher Politiker (CDU), MdB
- Beermann, Malte (* 1992), deutscher Fußballspieler
- Beermann, Max (1873–1935), deutscher Rabbiner
- Beermann, Ralph F. (1912–1977), US-amerikanischer Politiker
- Beermann, Timo (* 1990), deutscher Fußballspieler
- Beermann, Wilhelm (1936–2020), deutscher Manager der Energiewirtschaft
- Beermann, Wolfgang (1921–2000), deutscher Biologe (Genetiker)
- Beern, Dom de (1927–1988), deutscher Film- und Theaterschauspieler
- Beernaert, Auguste (1829–1912), belgischer Politiker und Jurist, Friedensnobelpreisträger
- Beernaert, Euphrosine (1831–1901), belgische Malerin
- Beernaert, Joseph-Edouard-Louis (1883–1950), belgischer Generalleutnant
- Beernink, Henk (1910–1979), niederländischer Politiker (CHU) und Jurist
- Beernink, Loek (* 1986), niederländische Schauspielerin und Sängerin
- Beers, Clifford (1876–1943), Begründer der amerikanischen Psychiatriereform-Bewegung
- Beers, Cyrus (1786–1850), US-amerikanischer Politiker
- Beers, Edward M. (1877–1932), US-amerikanischer Politiker
- Beers, John (* 1952), kanadischer Hochspringer
- Beers, Julie Hart (1834–1913), US-amerikanische Landschaftsmalerin
- Beers, Marco (* 1971), niederländischer Handballspieler und -trainer
- Beers, Rand (* 1942), US-amerikanischer Offizier, Beamter und Politiker
- Beers, Sidney A., amerikanischer Bauingenieur, Stadtvermesser und Erfinder
- Beerstecher, Hans (* 1938), deutscher Politiker (SPD), MdL
- Beerstecher, Johann David (1673–1747), württembergischer Gold- und Silberschmied, Bürgermeister von Tübingen
- Beerstraten, Jan Abrahamszoon (1622–1666), niederländischer Maler
- Beert, Osias der Ältere († 1623), flämischer Stilllebenmaler
- Beerten, Anneke (* 1982), niederländische Mountainbikerin
- Beerten, Els (* 1959), belgische Kinder- und Jugendbuchautorin
- Beerwerth, Peter, deutscher Diplomat
- Beery, Daniel (* 1975), US-amerikanischer Ruderer
- Beery, Noah junior (1913–1994), US-amerikanischer Film- und FernsehschauspielerNoah Beery junior (1913–1994)

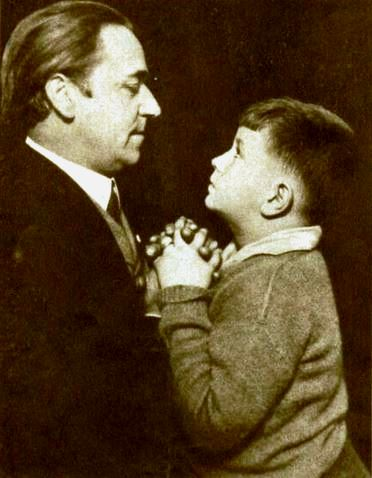
Noah Beery junior (1913–1994)

- Beery, Noah senior (1882–1946), US-amerikanischer Schauspieler
- Beery, Wallace (1885–1949), US-amerikanischer Schauspieler
- Beery, William (1852–1956), US-amerikanischer Komponist

### Bees
- Beese, Andreas (* 1961), deutscher Journalist und Berater
- Beese, Dieter (* 1955), deutscher evangelischer Theologe und Landeskirchenrat der Evangelischen Kirche von Westfalen
- Beese, Friedrich (* 1943), deutscher Forstwissenschaftler und Bodenkundler
- Beese, Henriette (1944–1998), deutsche Literaturwissenschaftlerin, Übersetzerin, Lektorin und Dramaturgin
- Beese, Hertha (1902–1987), deutsche Politikerin (SPD)
- Beese, Marianne (* 1953), deutsche Schriftstellerin
- Beese, Melli (1886–1925), deutsche Pilotin, erste Frau, die in Deutschland die Pilotenprüfung ablegte
- Beeskow, Hans-Joachim (1946–2021), deutscher evangelischer Theologe sowie Kirchen- und Kunsthistoriker
- Beeskow, Johannes (1911–2005), deutscher Karosseriebauer
- Beesley, George († 1591), englischer Priester, Märtyrer und Seliger
- Beesley, Lawrence (1877–1967), britischer Autor
- Beesley, Max (* 1971), britischer Schauspieler und MusikerMax Beesley (* 1971)

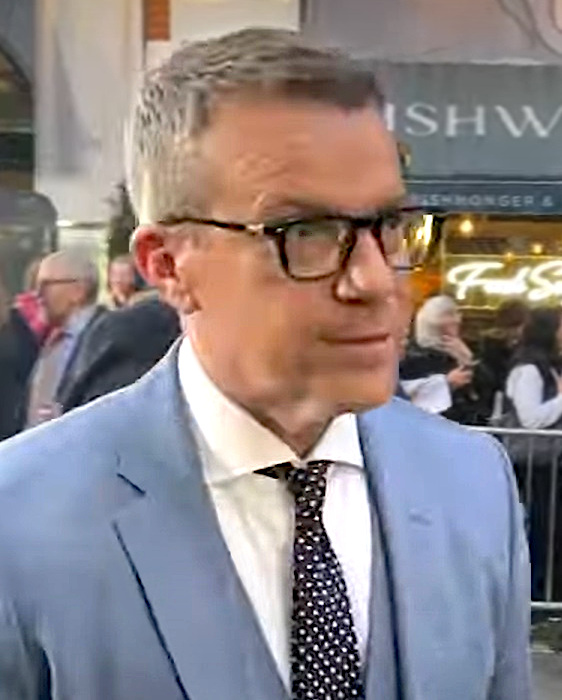
Max Beesley (* 1971)

- Beesley, Meghan (* 1989), britische Hürdenläuferin
- Beesley, Terence (1957–2017), britischer Schauspieler
- Beesly, Richard (1907–1965), britischer Ruderer
- Beeson, Bryan (* 1960), englischer Squashspieler
- Beeson, Edward (1890–1971), US-amerikanischer Hochspringer
- Beeson, Henry White (1791–1863), US-amerikanischer Politiker
- Beeson, Jack (1921–2010), US-amerikanischer Komponist
- Beeson, Joel (1966–2017), US-amerikanischer Filmschauspieler
- Beeson, Michael (* 1945), US-amerikanischer Mathematiker und Informatiker
- Beeson, Paul (1921–2001), britischer Kameramann
- Beeß, Otto Leopold von (1690–1761), preußischer Minister
- Beest, Albertus van (1820–1860), niederländischer Marinemaler sowie Lithograf
- Beesten, Werner von (1832–1905), deutscher Jurist und Politiker
- Beestermöller, Gerhard (* 1958), deutscher römisch-katholischer Theologe und Hochschullehrer
- Beeston, Alfred Felix Landon (1911–1995), britischer Orientalist
- Beeston, Bryce (* 1947), neuseeländischer Radrennfahrer
- Beeston, Christopher († 1638), englischer Schauspieler und Theaterdirektor
- Beeston, William († 1682), englischer Schauspieler und Theaterdirektor

### Beet
- Beeten, Marcel van de (* 1959), niederländischer Jazzgitarrist und Singer-Songwriter
- Beeth, Lola (1860–1940), österreichische Opernsängerin (Sopran) und Gesangspädagogin
- Beetham, Edward (1905–1979), britischer Kolonialbeamter
- Beetham, Michael (1923–2015), britischer Offizier der RAF
- Beetham, Roger (1937–2009), britischer Diplomat
- Beethoven, Johann van († 1792), deutscher Sänger (Tenor), Vater des Komponisten Ludwig van Beethoven
- Beethoven, Johanna van (1786–1869), Schwägerin des Komponisten Ludwig van Beethoven
- Beethoven, Josyne van, Opfer der Hexenverfolgung
- Beethoven, Karl van (1806–1858), Neffe von Ludwig van BeethovenKarl van Beethoven (1806–1858)

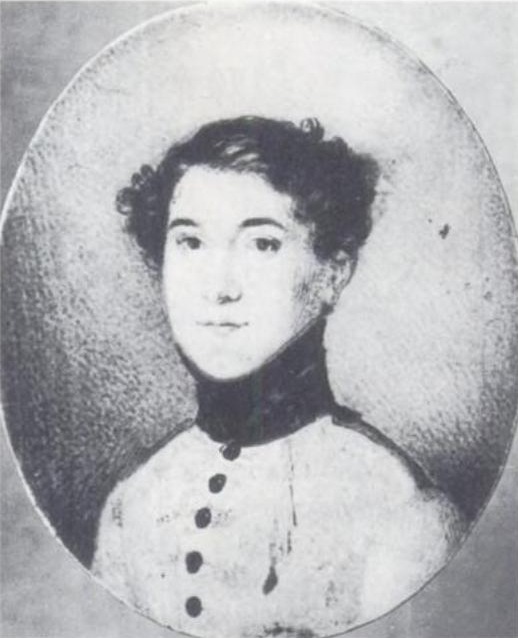
Karl van Beethoven (1806–1858)

- Beethoven, Ludwig van (1712–1773), deutscher Sänger (Tenor/Bass), Großvater des Komponisten Ludwig van Beethoven
- Beethoven, Ludwig van († 1827), deutscher KomponistLudwig van Beethoven († 1827)

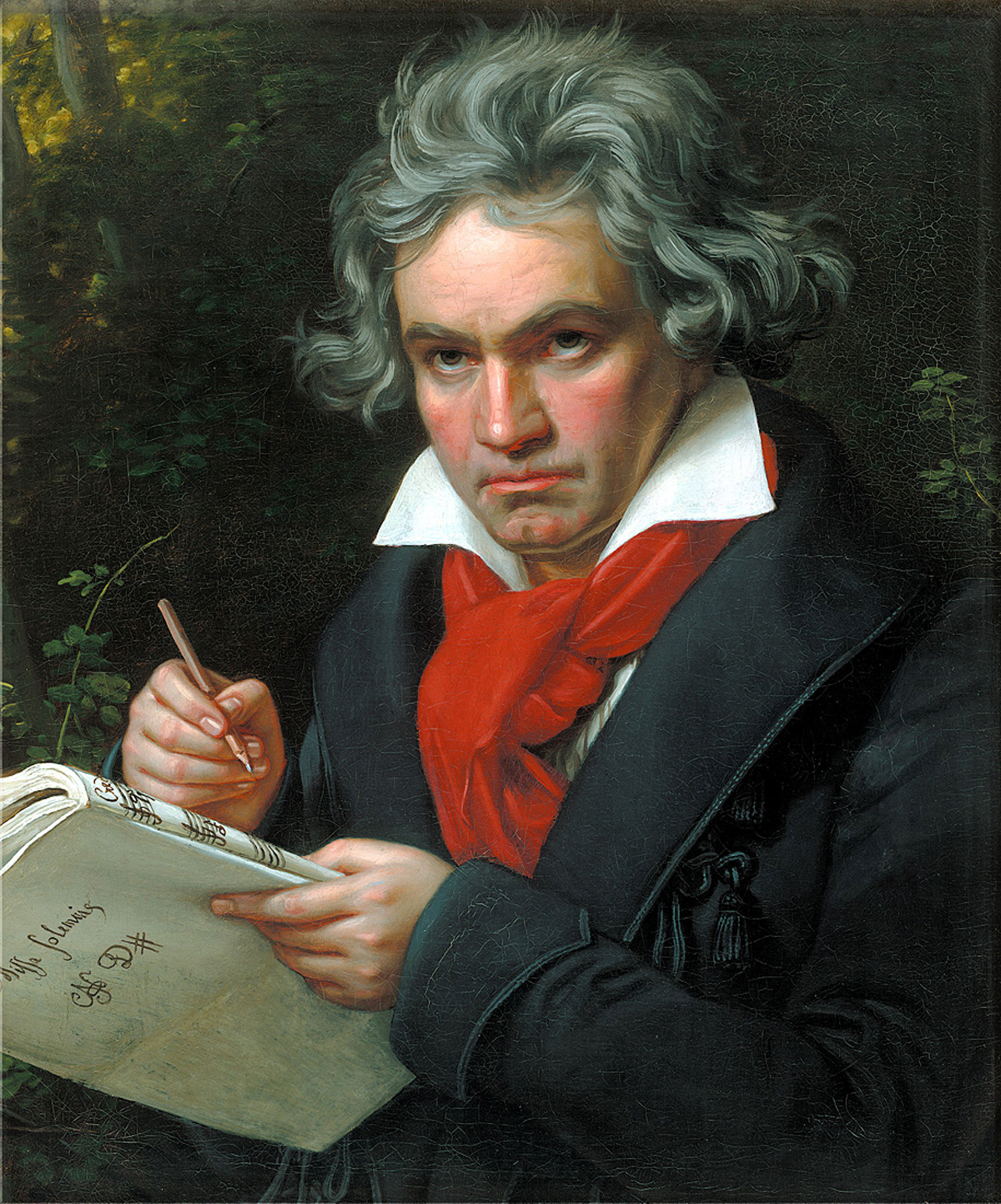
Ludwig van Beethoven († 1827)

- Beethoven, Maria Magdalena van (1746–1787), Mutter von Ludwig van Beethoven
- Beethoven, Nikolaus Johann van (1776–1848), deutscher Apotheker, jüngster Bruder des Komponisten Ludwig van Beethoven
- Beetke, Eckhard (* 1939), deutscher Zahnmediziner
- Beetlejuice (* 1968), US-amerikanischer Entertainer und Schauspieler
- Beetley, Samuel E. (1913–1988), US-amerikanischer Filmeditor
- Beeton, Isabella (1836–1865), englische Kochbuchautorin
- Beeton, Lucy (1829–1886), australisch-tasmanische Lehrerin und Geschäftsfrau
- Beeton, Samuel Orchard (1831–1877), englischer Verleger und Herausgeber
- Beets, Dora (1812–1864), niederländische Schriftstellerin
- Beets, Marius (* 1966), niederländischer Jazzmusiker (Kontrabass)
- Beets, Nicolaas (1814–1903), niederländischer reformierter Theologe, Kirchenhistoriker, Dichter und Schriftsteller
- Beets, Peter (* 1971), niederländischer Jazz-Pianist und Komponist
- Beets, Piet (1900–1996), niederländischer Radrennfahrer
- Beetson, Frank junior (1905–1990), US-amerikanischer Kostümbildner und Kostümberater
- Beetz, Bernd (* 1950), deutscher Geschäftsmann
- Beetz, Christian (* 1968), deutscher Produzent, Regisseur und DozentChristian Beetz (* 1968)

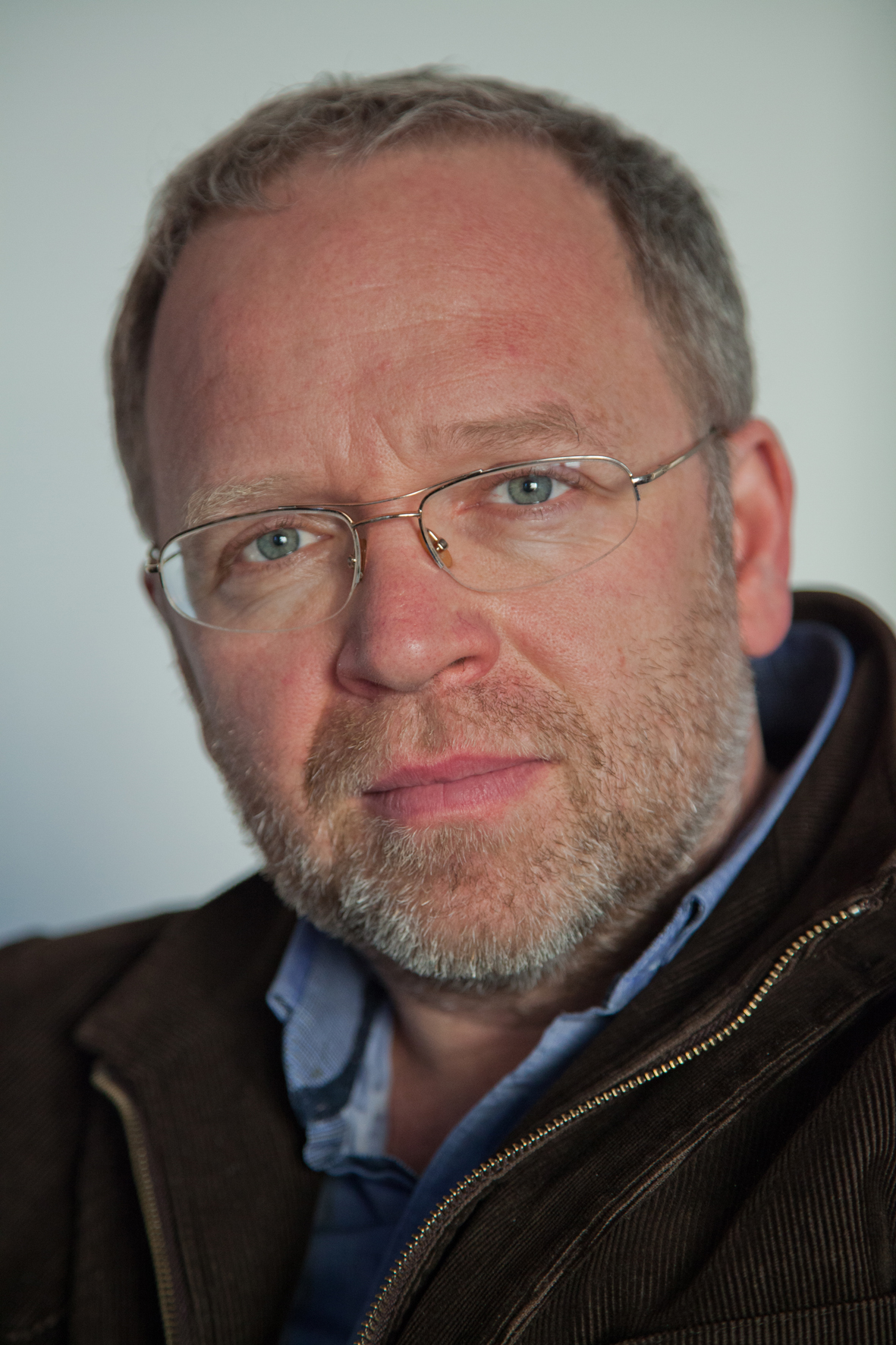
Christian Beetz (* 1968)

- Beetz, Christian (* 1984), deutscher Nordischer Kombinierer
- Beetz, Dietmar (* 1939), deutscher Arzt und Schriftsteller
- Beetz, Elly (1900–1951), deutsche Landschaftsmalerin
- Beetz, Gerhard (1918–2005), deutscher Generalsekretär des Evangelischen Bundes und Geschäftsführer des Konfessionskundlichen Instituts Bensheim
- Beetz, Günther (1954–2025), deutscher Trompeter und Hochschullehrer
- Beetz, Jürgen (1940–2022), deutscher Systemanalytiker und Wissenschaftsautor
- Beetz, Karl Otto (1859–1940), deutscher Pädagoge
- Beetz, Manfred (1941–2021), deutscher Germanist, Literaturwissenschaftler und Herausgeber
- Beetz, Tom (* 1986), deutscher Nordischer Kombinierer
- Beetz, Ulrich (* 1948), deutscher Geiger und Hochschullehrer
- Beetz, Wilhelm (1844–1921), deutsch-österreichischer Bauunternehmer und Erbauer von Bedürfnisanstalten in Wien
- Beetz, Wilhelm (1882–1966), österreichischer Kunsthistoriker
- Beetz, Wilhelm von (1822–1886), deutscher Physiker
- Beetz, Zazie (* 1991), deutsch-amerikanische SchauspielerinZazie Beetz (* 1991)

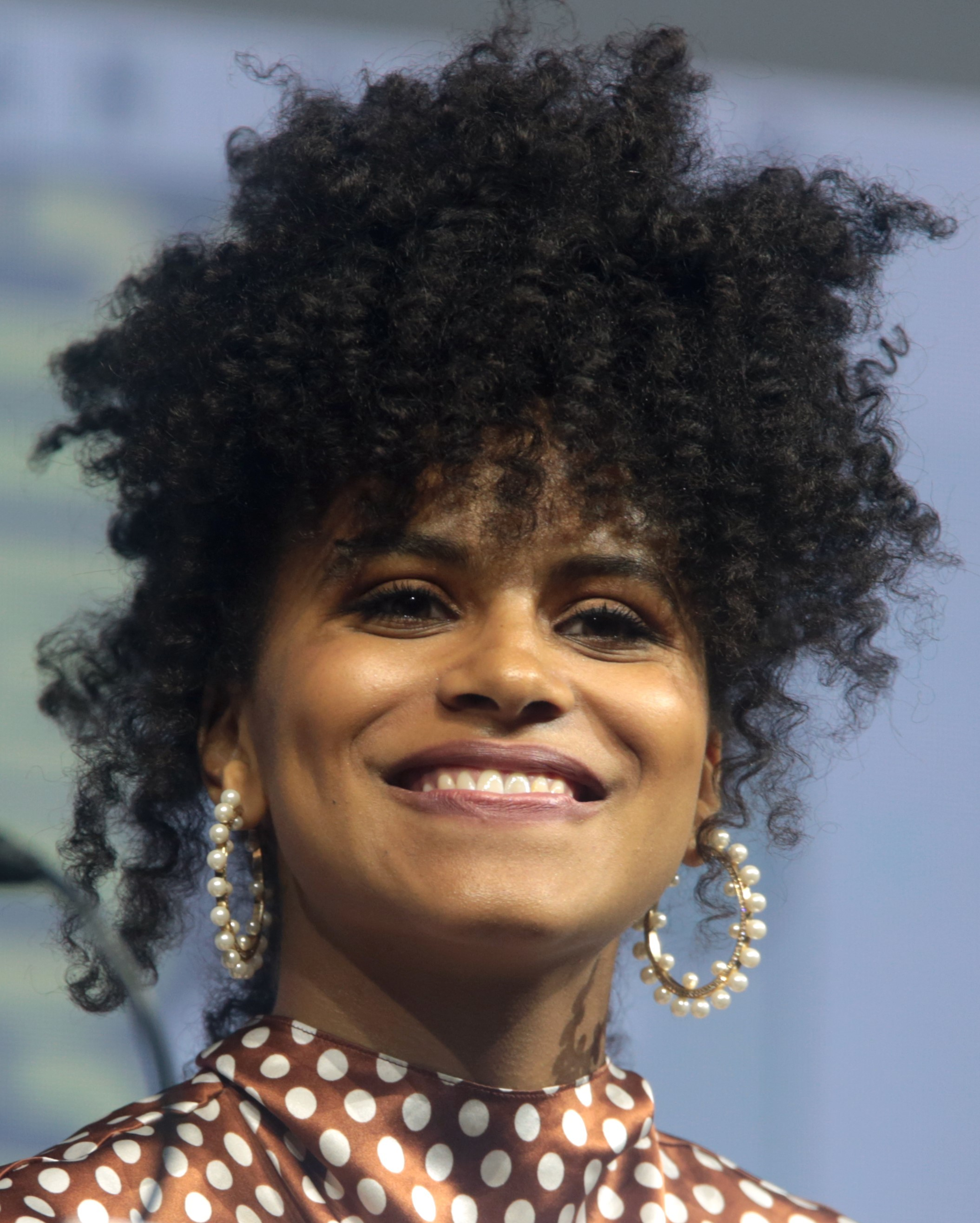
Zazie Beetz (* 1991)

- Beetz-Charpentier, Elisa (1859–1949), französische Bildhauerin, Malerin und Medailleurin

### Beeu
- Beeuwkes, Reinier (1884–1963), niederländischer Fußballnationalspieler

### Beev
- Beever, Alex (* 1973), britische Ruderin
- Beever, Emanuel van (1876–1912), niederländischer Maler
- Beever, Julian (* 1959), britischer Künstler
- Beever-Jones, Aggie (* 2003), englische Fußballspielerin
- Beevers, Geoffrey (* 1941), britischer Schauspieler
- Beevers, Harry (1924–2004), US-amerikanischer Botaniker
- Beevor, Antony (* 1946), britischer Historiker
- Beevor, Charles Edward (1854–1908), englischer Neurologe und Anatom
- Beevor, John Grosvenor (1905–1987), britischer Nachrichtendienstoffizier, Bankier und Unternehmensleiter
- Beevor, Kinta (1911–1995), englische Autorin

### Beez
- Beez, Richard (1827–1902), deutscher Lehrer und Mathematiker
- Beezen, Christoph Beez von (1670–1746), Stabs- und Platzmajor der Festung Stralsund (1721–1746)